# Knoetschkesuchus
Knoetschkesuchus es un género de extinto de crocodilomorfo eusuquio atoposáurido que vivió durante el Jurásico Superior en Alemania y Portugal. Se conocen dos especies: la especie alemana K. langenbergensis, descrita por Schwartz et al. en 2017 con base en dos esqueletos parciales y varios huesos aislados; y la especie portuguesa K. guimarotae, nombrada de tres cráneos parciales así como varios otros elementos, y fue clasificada originalmente como una especie de Theriosuchus. Los especímenes atribuidos a K. langenbergensis también habían sido atribuidos a otra especie de Theriosuchus, T. pusillus por algunos investigadores.

## Descubrimiento y denominación

### K. langenbergensis

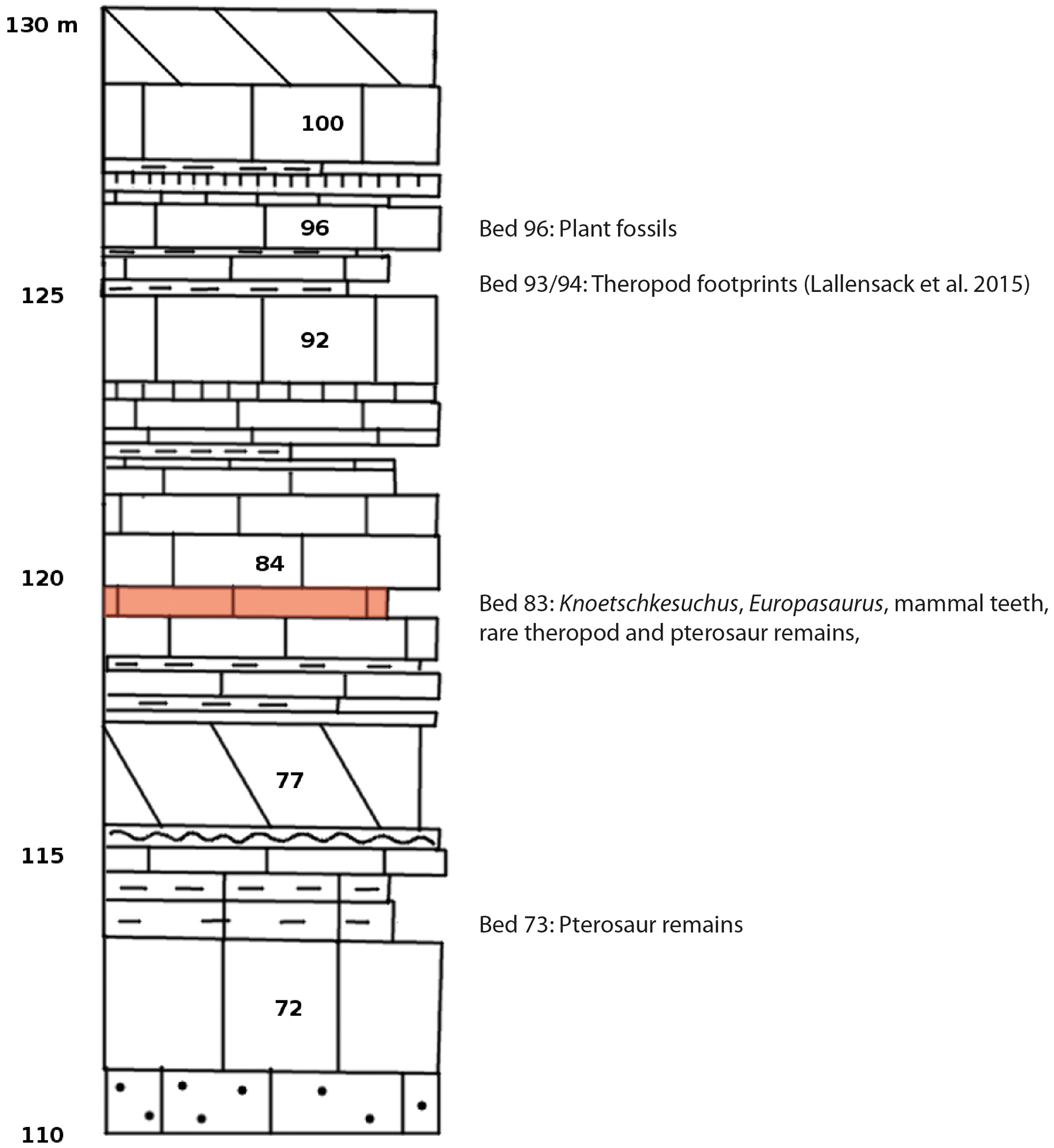
Localización del Lecho 83, el sitio de descubrimiento de K. langenbergensis, en el "Mittleres Kimmeridge".

El material de la especie tipo de Knoetschkesuchus, K. langenbergensis, proviene de un lecho de caliza de marga (catalogado como Lecho 83, y no Lecho 93 como fue reportado por algunas publicaciones) que contiene intraclastos micríticos, locaizados dentro de la Cantera Langenberg en el macizo de Harz cerca de Goslar, en la Baja Sajonia, Alemania. Estos depósitos han sido datados de la parte superior de la etapa del Kimmeridgiense del Jurásico - específicamente, al equivalente regional del Kimmeridgiense superior conocido como Mittleres Kimmeridge, y pertenece a la Formación Süntel. Aunque están bien preservados, los fósiles de esta cantera fueron recuperados generalmente por las frecuentes operaciones con dinamita en la cantera.

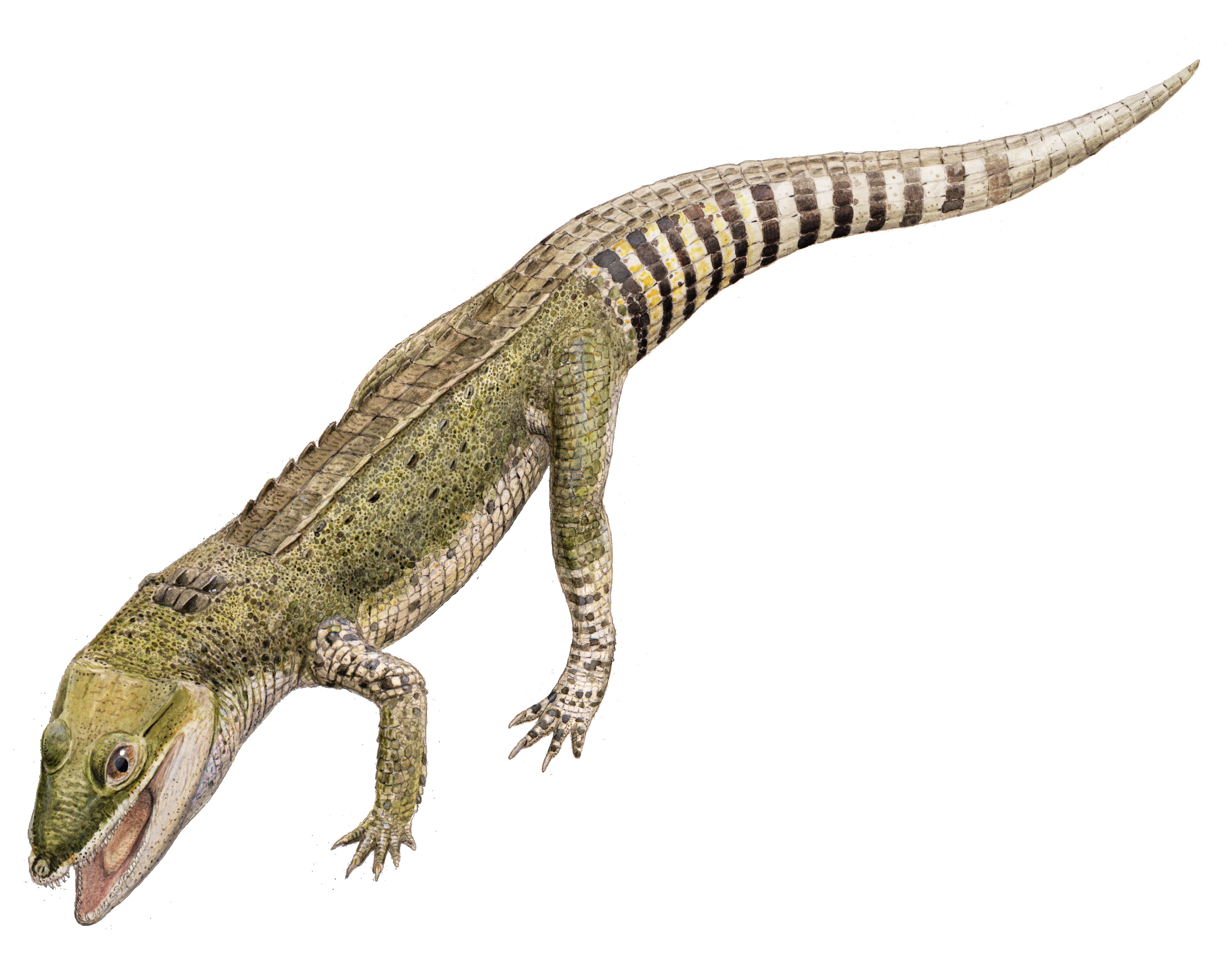
Recreación en vida de K. langenbergensis.

Los especímenes pertenecientes a Knoetschkesuchus son alojados en el Dinosaurier-Freilichtmuseum Münchehagen (por ello son etiquetados con la sigla DFMMh/FV) en Rehburg-Loccum, Alemania. Estos incluyen: el espécimen holotipo DFMMh/FV 200, el esqueleto parcial de un adulto con un cráneo; DFMMh/FV 605, el cráneo completo de un juvenil; DFMMh/FV 261, un hueso angular aislado; DFMMh/FV 790.12, un dentario izquierdo aislado; DFMMh/FV 279, un fémur aislado; DFMMh/FV 790.11, metatarso aislado; y DFMMh/FV 325, un esqueleto parcial que incluye osteodermos, vértebras y costillas. Se practicaron exámenes con un estéreo microscopio en los especímenes, los cuales fueron descritos en 2017 en un artículo publicado por Daniela Schwarz, Maik Raddatz y Oliver Wings.
El nombre del género, Knoetschkesuchus combina el apellido de Nils Knötschke, un investigador del DFMMh quien fue responsable de la recolección, curación y preparación de los especímenes de la Cantera Langenberg, junto con el sufijo suchus, proveniente del griego souchos ("cocodrilo"), el cual es comúnmente usado en los nombres de crocodilomorfos. Por su parte, el nombre de la especie, langenbergensis se refiere a la procedencia de esta especie de la Cantera Langenberg.

### K. guimarotae
Schwarz y colaboradores también asignaron una especie adicional a Knoetschkesuchus, K. guimarotae, la cual fue clasificada originalmente como una especie de Theriosuchus. Como se refleja en su nombre de especie, K. guimarotae se origina de las capas de lignita de la cantera de Guimarota, localizada cerca de Leiría, Portugal. Hay dos estratos principales de lignita que tienen mayormente fósiles de vertebrados en los así llamados estratos de Guimarota, los cuales están separados por calizas margas y son conocidos como las subunidades Fundschichten y Ruafolge, respectivamente; K. guimarotae aparece en ambas capas. Estas han sido asignadas a la Formación Alcobaça, una subunidad de la Formación Abadia, la cual ha sido datada del Kimmeridgiense con base en sus ostrácodos fósiles.
Los restos de K. guimarotae están alojados en el Instituto de Ciencias Geológicas de la Universidad Libre de Berlín (de ahí su sigla de IPFUB). Aparte del espécimen tipo IPFUB Gui Croc 7308 - el cual consiste de un cráneo parcial con mandíbulas, una vértebra del sacro, y dos osteodermos - se conocen cerca de 400 especímenes adicionales, muchos de estos corresponden a huesos aislados. Entre estos, los especímenes más completos son IPFUB Gui Gui Croc 7352 (vértebra caudal, fémur, osteodermos); 7441 (osteodermos y ulna); 7545 (vértebras torácicas, isquiones, osteodermos); 7564 (fémur, húmero, osteodermos); 7634 (vértebras dorsales, costilla, osteodermos); y 8037 (vértebra cervicales  y vértebras dorsales, y osteodermos). Se conocen más especímenes, pero no están preparados. Algunos de estos muestran marcas de haber sido devorados por carroñeros.

## Descripción
Como ocurre con otros miembros de Atoposauridae, Knoetschkesuchus era muy pequeño; la especie K. guimarotae solo medía 55 centímetros en su máxima longitud. Los dorsos de ambas especies están cubiertos con dos filas de osteodermos óseos rectangulares, centrados hacia el eje medio, los cuales son más anchos que largos. Cada osteodermo lleva una quilla que corre en sentido longitudinal, aunque las quillas están menos desarrolladas en K. langenbergensis. Al menos en K. guimarotae, los osteodermos de la cola tenían quillas altas y afiladas; aquellos cerca de la parte posterior de la cola tendían a ser más largos que anchos, a diferencia de otros osteodermos, y además estaban abovedados. Las vértebras de K. guimarotae eran anficélicas, es decir cóncavas en ambos extremos; aunque inicialmente se propuso que esto era un rasgo único, Theriosuchus pusillus también posee vértebras anficélicas. El cráneo y mandíbula, los cuales muestran varias características que separan a Knoetschkesuchus de otros atoposáuridos, son descritos con mayor detalle a continuación.

### Hocico

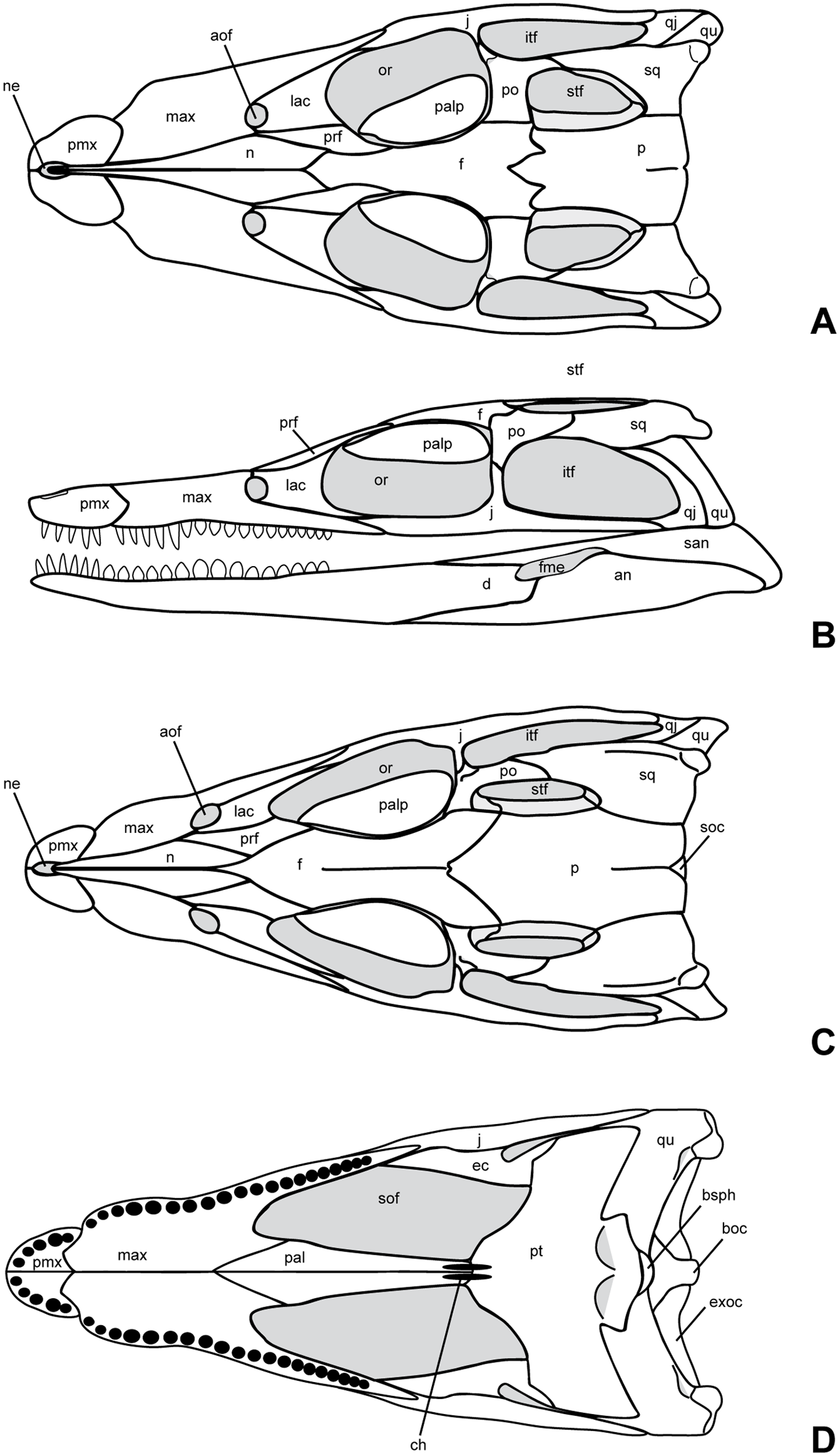
Cráneos de los especímenes holotipo (A-B) y juvenil (C-D) de K. langenbergensis.

El cráneo de Knoetschesuchus era relativamente corto, con un hocico que comprendía el 47% de la longitud craneana de K. langenbergensis y el 42% en K. guimarotae. A lo largo del costado del hocico hay dos ondulaciones, una pequeña en el premaxilar y una mayor y más ancha en el maxilar; esta última es más ancha al nivel del cuarto diente maxilar en K. langenbergensis. La parte posterior del maxilar es un proceso en forma de barra que se proyecta bajo el lacrimal. La sutura dentada entre el premaxilar y el maxilar forma un ángulo hacia el frente del cráneo en K. langenbergensis y hacia atrás en K. guimarotae. A lo largo de la línea media del hocico se encuentran los nasales delgados y el forma de cuña, los cuales son más delgados y separan las narinas (por lo demás rodeadas por el premaxilar) en el frente del hocico. Las narinas, que se orientan hacia arriba, están claramente separadas por los nasales en K. guimarotae, pero no es claro que ese sea el caso en K. langenbergensis.
Hacia atrás, los nasales están separados por el frontal en K. langenbergensis, cuyo tercio posterior se encuentra abovedado. La parte del frontal entre los ojos tiene un tercio de la anchura del cráneo entero en ambas especies, pero se ensancha más hacia atrás para formar el frente de la bóveda craneana. La parte posterior del frontal se une al postorbital por el costado y al parietal por atrás; la sutura entre el frontal y el parietal es dentada, de tal manera que el margen posterior del frontal es muy cóncavo. El prefrontal es recto a lo largo de su contacto con el frontal y el nasal (cerca de la mitad del hueso está en contacto con estos), pero forma un ángulo entre el margen de la órbita ocular y el lacrimal del otro lado. Este ángulo es redondeado en K. guimarotae de modo que el hueso tiene forma ovalada, pero es aguzado en K. langenbergensis y el hueso adquiere forma triangular. La parte posterior del prefrontal desciende hasta formar un pilar prefrontal, el cual hace contacto con el paladar.

### Órbita ocular y bóveda craneana
El cuerpo principal del lacrimal es un cuadrado redondeado cuyas caras son cóncavas. Su contacto con el nasal es limitado en ambas especies. La fenestra anteorbital en forma de óvalo es muy  pequeña, con solo el 9% de la longitud de la órbita ocular; su presencia en ambas especies del género es un rasgo único entre los atoposáuridos. Entretanto, la órbita ocular es grande y ovalada, siendo 54% más larga que alta. Los palpebrales en forma de lágrima se proyectan desde la cima de las órbitas. En ambas species, los dos tercios posteriores de la superficie interna del palpebral son levemente cóncavos. Ambas especies tienen un escamosal en el cual el tercio posterior es biselado; en K. langenbergensis, el margen externo es algo convexo.

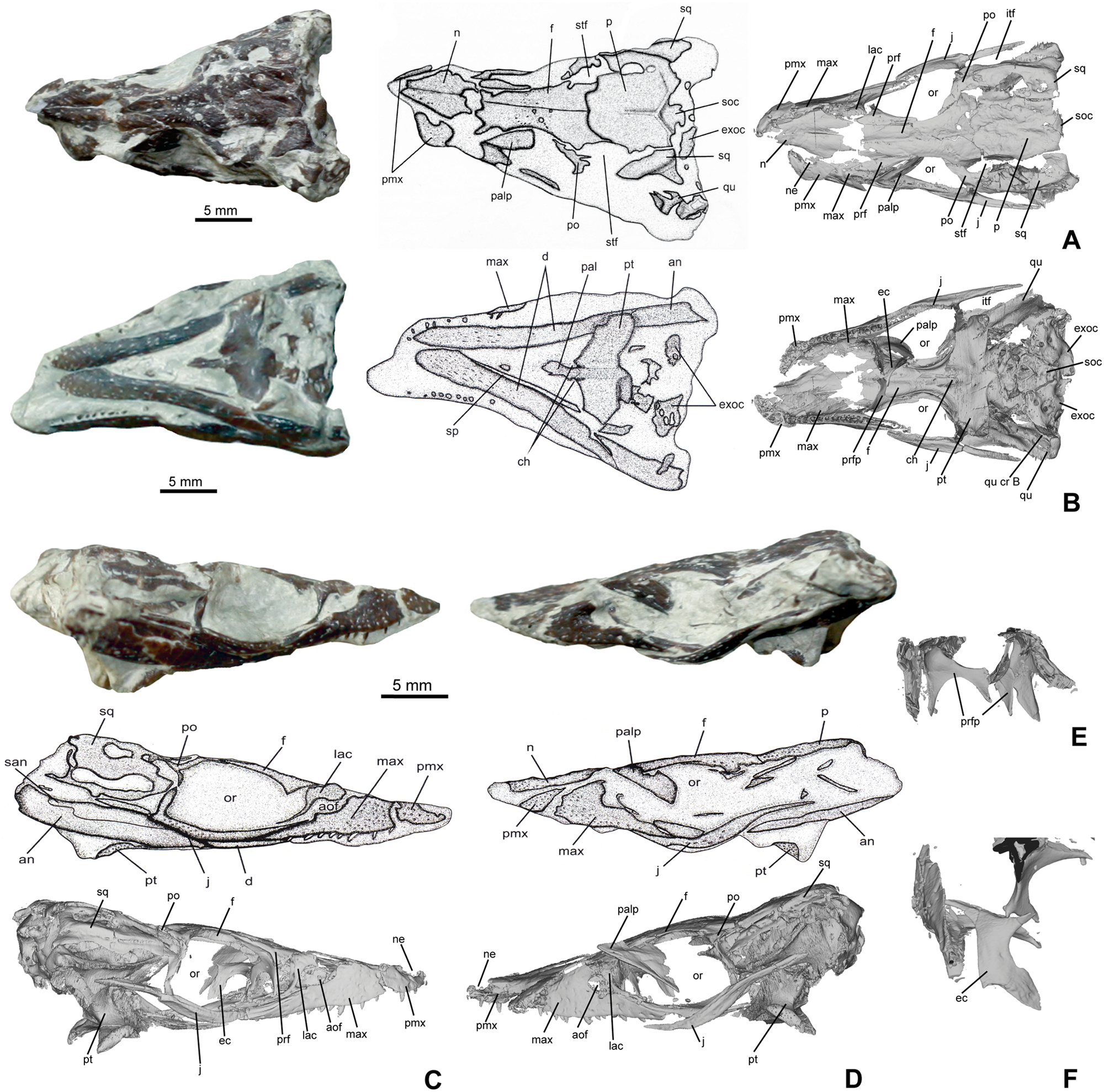
Fototografías, diagramas interpretivos y tomografías del cráneo juvenil de K. langenbergensis.

Vistos desde arriba, los parietales incrementan su ancho hacia atrás; el incremento es menor en K. langenbergensis, de modo que el hueso es de forma aproximadamente rectangular, pero la diferencia es mayor en K. guimarotae. La parte posterior del hueso tiene una pequeña muesca en K. langenbergensis y una concavidad en K. guimarotae que expone levemente el supraoccipital subyacente. El postorbital tiene dos ramos que se unen en una discreta curva, separados por un ángulo de 130° en K. langenbergensis. La fenestra supratemporal es más o menos cuadrada en K. guimarotae pero tiene un extremo posterior delgado en K. langenbergensis. En ambas especies, la distancia máxima entre las fenestras supratemporales es de cerca de un tercio de la anchura total de la cima del cráneo. La fenestra infratemporal es de forma trapezoidal y tiene 1.5 veces más largo que ancho en K. langenbergensis.

### Paladar y neurocráneo
En la zona inferior del cráneo, el pterigoideo es cerca del doble de ancho que de largo. En el frente del pterigoideo hay una pequeña proyección que se extiende hacia atrás para formar una cresta, y a cada lado de la cual hay una depresión en forma de ranura (el surco coanal) que contiene las coanas. En Theriosuchus, las coanas se hallan inmersas en una depresión ancha que recuerda un cuenco. Adicionalmente, en ambas especies, la superficie inferior del pterigoideo es algo cóncava. Extendiéndose por delante del pterigoideo está el ectopterigoideo; en ambas especies, este hueso está comprimido cerca de su mitad, tomando la forma de un reloj de arena, pero en K. langenbergensis este está algo girado hacia los lados. La parte posterior del hueso es cóncava en ambas.
En los costados de la parte posterior del cráneo se encuentra el exoccipital, el cual rodea la mayor parte del foramen magnum. El tubo de Eustaquio se extiende hacia abajo a través del basoccipital y el basiesfenoides; estos huesos se engrosan a ambos lados del tubo en K. langenbergensis. K. guimarotae tenía un foramen pequeño y redondeado junto al tubo en el basoccipital, y una tuberosidad que tenía una cresta por encima. En ambas especies, en frente del basoccipital hay dos depresiones redondeadas cerca de la parte inferior. El basiesfenoides se asemeja a una hachuela triangular al ser vista lateralmente.

### Mandìbula
En K. guimarotae, las dos mitades del dentario divergen la una de la otra en un ángulo de 20° cerca del frente, y pasa a ser de 40° más hacia atrás. También posee dos convexidades en la mandíbula, una en el tercer y cuarto diente y otra entre el octavo a décimo dientes. Esta última convexidad es reemplazada por una concavidad en K. langenbergensis. En ambas especies, el margen superior de la mandíbula detrás de la fila de dientes asciende hasta volverse una línea recta. Los lados del dentario están salpicados con agujeros, aunque  con mucha más densidad en K. langenbergensis. Cerca de la parte posterior del dentario en ambas especies, estos agujeros son reemplazados por surcos longitudinales. En el interior de la mandíbula, el esplenial tiene un foramen oval detrás del nivel de la sínfisis en ambas especies, y en la parte superior del hueso tiene una cresta baja y rugosa en K. guimarotae.
La punta del hueso angular se sitúa cerca del punto medio del hueso en K. langenbergensis en lugar de estar atrás como en K. guimarotae. En ambas especies, la parte posterior del angular contribuye al proceso retroarticular. La superficie interna del angular es rugosa en K. guimarotae, y el margen superior de la pared ósea va de una punta que se proyecta hacia arriba en el frente a una cresta baja y redondeada en la parte posterior; este mismo margen mantiene su altura a lo largo del angular en K. langenbergensis. El surangular tiene un delgado proceso que se proyecta hacia adelante que en K. langenbergensis, se extiende hasta la parte posterior de la fila dental y lleva un surco en su zona inferior. La presencia de la fenestra mandibular externa en forma de óvalo es una particularidad de este género entre los atoposáuridos.

### Dientes

Fotografía de los característicos dientes de forma lanceolada de K. guimarotae de la parte posterior de la boca.

Ambas especies de Knoetschkesuchus tienen dos tipos de dientes, algo único entre los atoposáuridos. Otros atoposáuridos tienen un tercer tipo de dientes en forma de hoja. El primer tipo de dientes, hallado cerca del frente de la mandíbula, corresponde a piezas cónicas, apenas constreñidas en la base, y levemente curvadas hacia adentro. Los dientes pseudocaniniformes, los cuales son el cuarto y quinto dientes maxilares, están alargados (con cerca del doble del tamaño de los otros dientes maxilares), más aguzados, y más comprimidos en la base. El segundo tipo de dientes, que constituye el resto de piezas dentales, tienen forma lanceolada, con una base ancha y una punta más estrecha; en K. guimarotae todas las puntas son afiladas, pero en K. langenbergensis estas se vuelven gradualmente más romas.
Hay 5 dientes premaxilares en ambas especies, y el cuarto de estos es cerca de un tercio más grande en relación con los otros. El maxilar tiene 12 alvéolos dentales en K. langenbergensis. Excluyendo a los pseudocaniniformes, el tamaño de los dientes maxilares permanece más o menos constante pero decrece gradualmente después del pseudocaniniforme en ambas especies; todos los alvéolos tras el duodécimo son reemplazados por una depresión continua. En total, K. guimarotae tenía al menos 15 dientes maxilares, y K. langenbergensis 17 o 18. Por su parte, el dentario posee 21 dientes en K. langenbergensis y al menos 20 en K. guimarotae. Como en el maxilar, los alvéolos para los dientes son reemplazados por un surco a partir del undécimo diente hacia atrás en K. langenbergensis.

## Clasificación

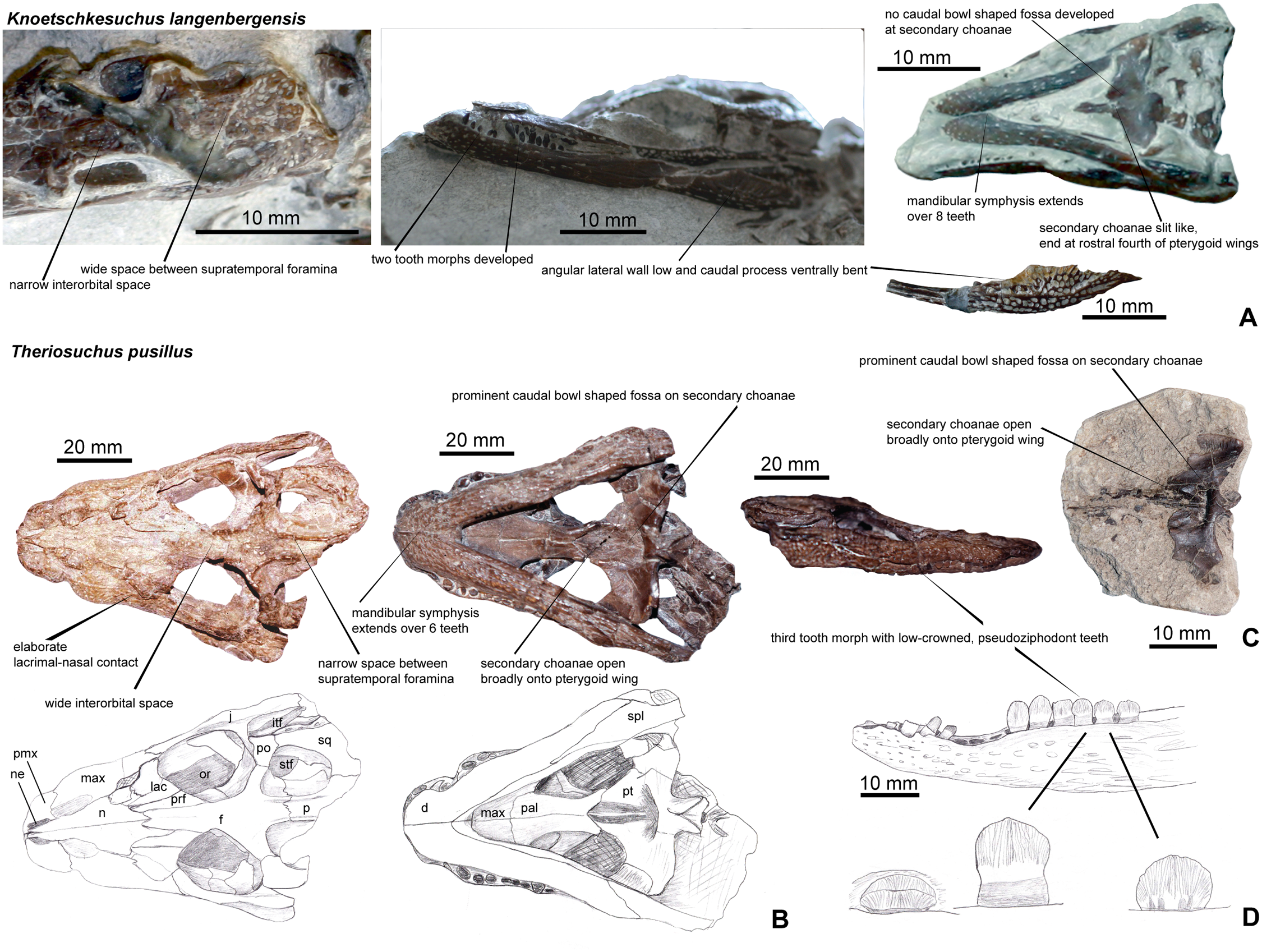
Knoetschkesuchus langenbergensis comparado con Theriosuchus pusillus.

Cuando se describió por primera vez a los especímenes conocidos de K. langenbergensis de forma preliminar en un artículo de 2006 de Hans-Volker Karl y colaboradores, fueron referidos al género Theriosuchus, con base en su cráneo corto, narinas divididas, grandes órbitas oculares en comparación con las fenestras supratemporales, y el lado biselado del escamosal. Específicamente, ellos reconocieron su similitud con la especie T. pusillus basándose en sus osteodermos y dientes, aunque ellos señalaron que la orientación de la parte posterior del cráneo era diferente y que los dientes en forma de hoja estaban ausentes. Estas diferencias fueron atribuidas a que K. langenbergensis probablemente representaba una etapa ontogénica diferente de T. pusillus, en comparación con el espécimen tipo. Un análisis de 2016 de las relaciones de los Atoposauridae, realizado por Jonathan Tennant y colaboradores, apoyó tentativamente la afinidad de estos especímenes con T. pusillus tomando en cuenta los dientes situados en un surco (una característica que une a T. pusillus y "T." guimarotae en su análisis), la presencia de dientes pseudocaniniformes, y los dientes lanceolados cerca de la parte posterior de la mandíbula. Sin embargo, ellos señalaron que los nasales dividían completamente a las narinas con exclusión de otros huesos, lo cual no se ha observado en el género Theriosuchus.
Sin embargo, la propia taxonomía de Theriosuchus es algo convulsa. Muchos estudios anatómicos no han proporcionado un conjunto explícito de características que unan a las especies de Theriosuchus y las separen del resto de atoposáuridos; las únicas diagnosis de ese tipo que se habían producido fueron dadas por Steve Salisbury y Darren Naish en 2011, y Jeremy Martin y colaboradores en 2010. En 2016 Mark Young y colaboradores criticaron estas diagnosis, señalando que muchas características o bien estaban ampliamente distribuidas entre los Atoposauridae, dificultando su examen, o - en el caso de la última diagnosis - estaban completamente ausentes. Young et al. proporcionaron una diagnosis alternativa que contiene nueve características, mayormente de los dientes; sin embargo, ellos también notaron que había variación entre la expresión de estos rasgos, lo cual hacía poner en duda la monofilia de Theriosuchus. K. langenbergensis difiere de esta diagnosis en cuatro de nueve características, lo cual Schwarz et al. citaron como base tanto para la separación a nivel de género de Knoetschkesuchus como la necesidad de revisar exhaustivamente esta diagnosis.
De acuerdo con Schwarz et al., siete rasgos unen a K. langenbergensis y K. guimarotae, y los separan del otras especies referidas a Theriosuchus. Estos incluyen la presencia de solo dos morfotipos dentales únicos; las coanas situadas en surcos poco profundos en lugar de una depresión similar a un tazón; la parte superior del cráneo relativamente ancha; la presencia de fenestras anteorbitales y mandibulares en todas las etapas ontogénicas; y el contacto relativamente limitado entre el lacrimal y el nasal. Adicionalmente, K. langenbergensis difiere de otras especies por carecer de dientes con coronas bajas; tener una sínfisis mandibular más larga; tener una cresta en un costado del proceso del postorbital que se proyecta hacia abajo; por solaparse el postorbital y el frente del escamosal; y un parietal rectangular que no forma parte de la fenestra supratemporal.
En la descripción de 2017 de K. langenbergensis, Schwartz et al. usaron la matriz de datos filogenética de 2015 de Alan Turner, la cual fue revisada para remover características irrelevantes, añadir a K. langenbergensis y a T. grandinaris, y corregir errores en la codificación de rasgos de K. guimarotae (debidos a las imágenes de baja resolución, inexactitudes de la reconstrucción original, y la adquisición de nuevos datos). Los árboles filogenéticos recuperados por este análisis hallaron de forma consistente que Atoposauridae, representado por Knoetschkesuchus, Theriosuchus y Alligatorium, forman un clado monofilético. Dentro de este clado, queda bien soportada una relación cercana entre K. langenbergensis yK. guimarotae, excluyendo a las especies de Theriosuchus, proporcionando mayor evidencia de que estas dos especies forman un género separado. En algunos árboles, T. grandinaris fue también cercano a Knoetschkesuchus. El cladograma más parsimonioso es mostrado a continuación:
|  | Acynodon adriaticus    |
|  |                        |
|  | Acynodon iberoccitanus |
|  |                        |

|  | Susisuchus anatoceps                                                              |
|  |                                                                                   |
|  | \| \| Iharkutosuchus makadii \| \| \| \| \| \| Hylaeochampsa vectiana \| \| \| \| |
|  |                                                                                   |
|  | Iharkutosuchus makadii                                                            |
|  |                                                                                   |
|  | Hylaeochampsa vectiana                                                            |
|  |                                                                                   |

|  | Iharkutosuchus makadii |
|  |                        |
|  | Hylaeochampsa vectiana |
|  |                        |

|  | Acynodon adriaticus    |
|  |                        |
|  | Acynodon iberoccitanus |
|  |                        |

|  | Susisuchus anatoceps                                                              |
|  |                                                                                   |
|  | \| \| Iharkutosuchus makadii \| \| \| \| \| \| Hylaeochampsa vectiana \| \| \| \| |
|  |                                                                                   |
|  | Iharkutosuchus makadii                                                            |
|  |                                                                                   |
|  | Hylaeochampsa vectiana                                                            |
|  |                                                                                   |

|  | Iharkutosuchus makadii |
|  |                        |
|  | Hylaeochampsa vectiana |
|  |                        |

|  | Acynodon adriaticus    |
|  |                        |
|  | Acynodon iberoccitanus |
|  |                        |

|  | Susisuchus anatoceps                                                              |
|  |                                                                                   |
|  | \| \| Iharkutosuchus makadii \| \| \| \| \| \| Hylaeochampsa vectiana \| \| \| \| |
|  |                                                                                   |
|  | Iharkutosuchus makadii                                                            |
|  |                                                                                   |
|  | Hylaeochampsa vectiana                                                            |
|  |                                                                                   |

|  | Iharkutosuchus makadii |
|  |                        |
|  | Hylaeochampsa vectiana |
|  |                        |

|  | Acynodon adriaticus    |
|  |                        |
|  | Acynodon iberoccitanus |
|  |                        |

|  | Susisuchus anatoceps                                                              |
|  |                                                                                   |
|  | \| \| Iharkutosuchus makadii \| \| \| \| \| \| Hylaeochampsa vectiana \| \| \| \| |
|  |                                                                                   |
|  | Iharkutosuchus makadii                                                            |
|  |                                                                                   |
|  | Hylaeochampsa vectiana                                                            |
|  |                                                                                   |

|  | Iharkutosuchus makadii |
|  |                        |
|  | Hylaeochampsa vectiana |
|  |                        |

|  | Acynodon adriaticus    |
|  |                        |
|  | Acynodon iberoccitanus |
|  |                        |

|  | Susisuchus anatoceps                                                              |
|  |                                                                                   |
|  | \| \| Iharkutosuchus makadii \| \| \| \| \| \| Hylaeochampsa vectiana \| \| \| \| |
|  |                                                                                   |
|  | Iharkutosuchus makadii                                                            |
|  |                                                                                   |
|  | Hylaeochampsa vectiana                                                            |
|  |                                                                                   |

|  | Iharkutosuchus makadii |
|  |                        |
|  | Hylaeochampsa vectiana |
|  |                        |

|  | Acynodon adriaticus    |
|  |                        |
|  | Acynodon iberoccitanus |
|  |                        |

|  | Susisuchus anatoceps                                                              |
|  |                                                                                   |
|  | \| \| Iharkutosuchus makadii \| \| \| \| \| \| Hylaeochampsa vectiana \| \| \| \| |
|  |                                                                                   |
|  | Iharkutosuchus makadii                                                            |
|  |                                                                                   |
|  | Hylaeochampsa vectiana                                                            |
|  |                                                                                   |

|  | Iharkutosuchus makadii |
|  |                        |
|  | Hylaeochampsa vectiana |
|  |                        |

|  | Acynodon adriaticus    |
|  |                        |
|  | Acynodon iberoccitanus |
|  |                        |

|  | Susisuchus anatoceps                                                              |
|  |                                                                                   |
|  | \| \| Iharkutosuchus makadii \| \| \| \| \| \| Hylaeochampsa vectiana \| \| \| \| |
|  |                                                                                   |
|  | Iharkutosuchus makadii                                                            |
|  |                                                                                   |
|  | Hylaeochampsa vectiana                                                            |
|  |                                                                                   |

|  | Iharkutosuchus makadii |
|  |                        |
|  | Hylaeochampsa vectiana |
|  |                        |

|  | Acynodon adriaticus    |
|  |                        |
|  | Acynodon iberoccitanus |
|  |                        |

|  | Susisuchus anatoceps                                                              |
|  |                                                                                   |
|  | \| \| Iharkutosuchus makadii \| \| \| \| \| \| Hylaeochampsa vectiana \| \| \| \| |
|  |                                                                                   |
|  | Iharkutosuchus makadii                                                            |
|  |                                                                                   |
|  | Hylaeochampsa vectiana                                                            |
|  |                                                                                   |

|  | Iharkutosuchus makadii |
|  |                        |
|  | Hylaeochampsa vectiana |
|  |                        |

|  | Acynodon adriaticus    |
|  |                        |
|  | Acynodon iberoccitanus |
|  |                        |

|  | Susisuchus anatoceps                                                              |
|  |                                                                                   |
|  | \| \| Iharkutosuchus makadii \| \| \| \| \| \| Hylaeochampsa vectiana \| \| \| \| |
|  |                                                                                   |
|  | Iharkutosuchus makadii                                                            |
|  |                                                                                   |
|  | Hylaeochampsa vectiana                                                            |
|  |                                                                                   |

|  | Iharkutosuchus makadii |
|  |                        |
|  | Hylaeochampsa vectiana |
|  |                        |

|  | Acynodon adriaticus    |
|  |                        |
|  | Acynodon iberoccitanus |
|  |                        |

|  | Susisuchus anatoceps                                                              |
|  |                                                                                   |
|  | \| \| Iharkutosuchus makadii \| \| \| \| \| \| Hylaeochampsa vectiana \| \| \| \| |
|  |                                                                                   |
|  | Iharkutosuchus makadii                                                            |
|  |                                                                                   |
|  | Hylaeochampsa vectiana                                                            |
|  |                                                                                   |

|  | Iharkutosuchus makadii |
|  |                        |
|  | Hylaeochampsa vectiana |
|  |                        |

|  | Acynodon adriaticus    |
|  |                        |
|  | Acynodon iberoccitanus |
|  |                        |

|  | Susisuchus anatoceps                                                              |
|  |                                                                                   |
|  | \| \| Iharkutosuchus makadii \| \| \| \| \| \| Hylaeochampsa vectiana \| \| \| \| |
|  |                                                                                   |
|  | Iharkutosuchus makadii                                                            |
|  |                                                                                   |
|  | Hylaeochampsa vectiana                                                            |
|  |                                                                                   |

|  | Iharkutosuchus makadii |
|  |                        |
|  | Hylaeochampsa vectiana |
|  |                        |

|  | Acynodon adriaticus    |
|  |                        |
|  | Acynodon iberoccitanus |
|  |                        |

|  | Susisuchus anatoceps                                                              |
|  |                                                                                   |
|  | \| \| Iharkutosuchus makadii \| \| \| \| \| \| Hylaeochampsa vectiana \| \| \| \| |
|  |                                                                                   |
|  | Iharkutosuchus makadii                                                            |
|  |                                                                                   |
|  | Hylaeochampsa vectiana                                                            |
|  |                                                                                   |

|  | Iharkutosuchus makadii |
|  |                        |
|  | Hylaeochampsa vectiana |
|  |                        |

|  | Acynodon adriaticus    |
|  |                        |
|  | Acynodon iberoccitanus |
|  |                        |

|  | Susisuchus anatoceps                                                              |
|  |                                                                                   |
|  | \| \| Iharkutosuchus makadii \| \| \| \| \| \| Hylaeochampsa vectiana \| \| \| \| |
|  |                                                                                   |
|  | Iharkutosuchus makadii                                                            |
|  |                                                                                   |
|  | Hylaeochampsa vectiana                                                            |
|  |                                                                                   |

|  | Iharkutosuchus makadii |
|  |                        |
|  | Hylaeochampsa vectiana |
|  |                        |

|  | Acynodon adriaticus    |
|  |                        |
|  | Acynodon iberoccitanus |
|  |                        |

|  | Susisuchus anatoceps                                                              |
|  |                                                                                   |
|  | \| \| Iharkutosuchus makadii \| \| \| \| \| \| Hylaeochampsa vectiana \| \| \| \| |
|  |                                                                                   |
|  | Iharkutosuchus makadii                                                            |
|  |                                                                                   |
|  | Hylaeochampsa vectiana                                                            |
|  |                                                                                   |

|  | Iharkutosuchus makadii |
|  |                        |
|  | Hylaeochampsa vectiana |
|  |                        |

|  | Acynodon adriaticus    |
|  |                        |
|  | Acynodon iberoccitanus |
|  |                        |

|  | Susisuchus anatoceps                                                              |
|  |                                                                                   |
|  | \| \| Iharkutosuchus makadii \| \| \| \| \| \| Hylaeochampsa vectiana \| \| \| \| |
|  |                                                                                   |
|  | Iharkutosuchus makadii                                                            |
|  |                                                                                   |
|  | Hylaeochampsa vectiana                                                            |
|  |                                                                                   |

|  | Iharkutosuchus makadii |
|  |                        |
|  | Hylaeochampsa vectiana |
|  |                        |

|  | Acynodon adriaticus    |
|  |                        |
|  | Acynodon iberoccitanus |
|  |                        |

|  | Susisuchus anatoceps                                                              |
|  |                                                                                   |
|  | \| \| Iharkutosuchus makadii \| \| \| \| \| \| Hylaeochampsa vectiana \| \| \| \| |
|  |                                                                                   |
|  | Iharkutosuchus makadii                                                            |
|  |                                                                                   |
|  | Hylaeochampsa vectiana                                                            |
|  |                                                                                   |

|  | Iharkutosuchus makadii |
|  |                        |
|  | Hylaeochampsa vectiana |
|  |                        |

|  | Allodaposuchus subjuniperus |
|  |                             |
|  | Allodaposuchus precedens    |
|  |                             |

|  | Theriosuchus pusillus |
|  |                       |
|  | Alligatorium spp.     |
|  |                       |

|                  | Theriosuchus grandinaris                                                                       |
|                  |                                                                                                |
| Knoetschkesuchus | \| \| Knoetschkesuchus langenbergensis \| \| \| \| \| \| "Theriosuchus" guimarotae \| \| \| \| |
|                  | \| \| Knoetschkesuchus langenbergensis \| \| \| \| \| \| "Theriosuchus" guimarotae \| \| \| \| |
|                  | Knoetschkesuchus langenbergensis                                                               |
|                  |                                                                                                |
|                  | "Theriosuchus" guimarotae                                                                      |
|                  |                                                                                                |

|  | Knoetschkesuchus langenbergensis |
|  |                                  |
|  | "Theriosuchus" guimarotae        |
|  |                                  |

|  | Theriosuchus pusillus |
|  |                       |
|  | Alligatorium spp.     |
|  |                       |

|                  | Theriosuchus grandinaris                                                                       |
|                  |                                                                                                |
| Knoetschkesuchus | \| \| Knoetschkesuchus langenbergensis \| \| \| \| \| \| "Theriosuchus" guimarotae \| \| \| \| |
|                  | \| \| Knoetschkesuchus langenbergensis \| \| \| \| \| \| "Theriosuchus" guimarotae \| \| \| \| |
|                  | Knoetschkesuchus langenbergensis                                                               |
|                  |                                                                                                |
|                  | "Theriosuchus" guimarotae                                                                      |
|                  |                                                                                                |

|  | Knoetschkesuchus langenbergensis |
|  |                                  |
|  | "Theriosuchus" guimarotae        |
|  |                                  |

|  | Theriosuchus pusillus |
|  |                       |
|  | Alligatorium spp.     |
|  |                       |

|                  | Theriosuchus grandinaris                                                                       |
|                  |                                                                                                |
| Knoetschkesuchus | \| \| Knoetschkesuchus langenbergensis \| \| \| \| \| \| "Theriosuchus" guimarotae \| \| \| \| |
|                  | \| \| Knoetschkesuchus langenbergensis \| \| \| \| \| \| "Theriosuchus" guimarotae \| \| \| \| |
|                  | Knoetschkesuchus langenbergensis                                                               |
|                  |                                                                                                |
|                  | "Theriosuchus" guimarotae                                                                      |
|                  |                                                                                                |

|  | Knoetschkesuchus langenbergensis |
|  |                                  |
|  | "Theriosuchus" guimarotae        |
|  |                                  |

|  | Theriosuchus pusillus |
|  |                       |
|  | Alligatorium spp.     |
|  |                       |

|                  | Theriosuchus grandinaris                                                                       |
|                  |                                                                                                |
| Knoetschkesuchus | \| \| Knoetschkesuchus langenbergensis \| \| \| \| \| \| "Theriosuchus" guimarotae \| \| \| \| |
|                  | \| \| Knoetschkesuchus langenbergensis \| \| \| \| \| \| "Theriosuchus" guimarotae \| \| \| \| |
|                  | Knoetschkesuchus langenbergensis                                                               |
|                  |                                                                                                |
|                  | "Theriosuchus" guimarotae                                                                      |
|                  |                                                                                                |

|  | Knoetschkesuchus langenbergensis |
|  |                                  |
|  | "Theriosuchus" guimarotae        |
|  |                                  |

|  | Theriosuchus pusillus |
|  |                       |
|  | Alligatorium spp.     |
|  |                       |

|                  | Theriosuchus grandinaris                                                                       |
|                  |                                                                                                |
| Knoetschkesuchus | \| \| Knoetschkesuchus langenbergensis \| \| \| \| \| \| "Theriosuchus" guimarotae \| \| \| \| |
|                  | \| \| Knoetschkesuchus langenbergensis \| \| \| \| \| \| "Theriosuchus" guimarotae \| \| \| \| |
|                  | Knoetschkesuchus langenbergensis                                                               |
|                  |                                                                                                |
|                  | "Theriosuchus" guimarotae                                                                      |
|                  |                                                                                                |

|  | Knoetschkesuchus langenbergensis |
|  |                                  |
|  | "Theriosuchus" guimarotae        |
|  |                                  |

|  | Theriosuchus pusillus |
|  |                       |
|  | Alligatorium spp.     |
|  |                       |

|                  | Theriosuchus grandinaris                                                                       |
|                  |                                                                                                |
| Knoetschkesuchus | \| \| Knoetschkesuchus langenbergensis \| \| \| \| \| \| "Theriosuchus" guimarotae \| \| \| \| |
|                  | \| \| Knoetschkesuchus langenbergensis \| \| \| \| \| \| "Theriosuchus" guimarotae \| \| \| \| |
|                  | Knoetschkesuchus langenbergensis                                                               |
|                  |                                                                                                |
|                  | "Theriosuchus" guimarotae                                                                      |
|                  |                                                                                                |

|  | Knoetschkesuchus langenbergensis |
|  |                                  |
|  | "Theriosuchus" guimarotae        |
|  |                                  |

|  | Theriosuchus pusillus |
|  |                       |
|  | Alligatorium spp.     |
|  |                       |

|                  | Theriosuchus grandinaris                                                                       |
|                  |                                                                                                |
| Knoetschkesuchus | \| \| Knoetschkesuchus langenbergensis \| \| \| \| \| \| "Theriosuchus" guimarotae \| \| \| \| |
|                  | \| \| Knoetschkesuchus langenbergensis \| \| \| \| \| \| "Theriosuchus" guimarotae \| \| \| \| |
|                  | Knoetschkesuchus langenbergensis                                                               |
|                  |                                                                                                |
|                  | "Theriosuchus" guimarotae                                                                      |
|                  |                                                                                                |

|  | Knoetschkesuchus langenbergensis |
|  |                                  |
|  | "Theriosuchus" guimarotae        |
|  |                                  |

|  | Theriosuchus pusillus |
|  |                       |
|  | Alligatorium spp.     |
|  |                       |

|                  | Theriosuchus grandinaris                                                                       |
|                  |                                                                                                |
| Knoetschkesuchus | \| \| Knoetschkesuchus langenbergensis \| \| \| \| \| \| "Theriosuchus" guimarotae \| \| \| \| |
|                  | \| \| Knoetschkesuchus langenbergensis \| \| \| \| \| \| "Theriosuchus" guimarotae \| \| \| \| |
|                  | Knoetschkesuchus langenbergensis                                                               |
|                  |                                                                                                |
|                  | "Theriosuchus" guimarotae                                                                      |
|                  |                                                                                                |

|  | Knoetschkesuchus langenbergensis |
|  |                                  |
|  | "Theriosuchus" guimarotae        |
|  |                                  |

|  | Allodaposuchus subjuniperus |
|  |                             |
|  | Allodaposuchus precedens    |
|  |                             |

|  | Theriosuchus pusillus |
|  |                       |
|  | Alligatorium spp.     |
|  |                       |

|                  | Theriosuchus grandinaris                                                                       |
|                  |                                                                                                |
| Knoetschkesuchus | \| \| Knoetschkesuchus langenbergensis \| \| \| \| \| \| "Theriosuchus" guimarotae \| \| \| \| |
|                  | \| \| Knoetschkesuchus langenbergensis \| \| \| \| \| \| "Theriosuchus" guimarotae \| \| \| \| |
|                  | Knoetschkesuchus langenbergensis                                                               |
|                  |                                                                                                |
|                  | "Theriosuchus" guimarotae                                                                      |
|                  |                                                                                                |

|  | Knoetschkesuchus langenbergensis |
|  |                                  |
|  | "Theriosuchus" guimarotae        |
|  |                                  |

|  | Theriosuchus pusillus |
|  |                       |
|  | Alligatorium spp.     |
|  |                       |

|                  | Theriosuchus grandinaris                                                                       |
|                  |                                                                                                |
| Knoetschkesuchus | \| \| Knoetschkesuchus langenbergensis \| \| \| \| \| \| "Theriosuchus" guimarotae \| \| \| \| |
|                  | \| \| Knoetschkesuchus langenbergensis \| \| \| \| \| \| "Theriosuchus" guimarotae \| \| \| \| |
|                  | Knoetschkesuchus langenbergensis                                                               |
|                  |                                                                                                |
|                  | "Theriosuchus" guimarotae                                                                      |
|                  |                                                                                                |

|  | Knoetschkesuchus langenbergensis |
|  |                                  |
|  | "Theriosuchus" guimarotae        |
|  |                                  |

|  | Theriosuchus pusillus |
|  |                       |
|  | Alligatorium spp.     |
|  |                       |

|                  | Theriosuchus grandinaris                                                                       |
|                  |                                                                                                |
| Knoetschkesuchus | \| \| Knoetschkesuchus langenbergensis \| \| \| \| \| \| "Theriosuchus" guimarotae \| \| \| \| |
|                  | \| \| Knoetschkesuchus langenbergensis \| \| \| \| \| \| "Theriosuchus" guimarotae \| \| \| \| |
|                  | Knoetschkesuchus langenbergensis                                                               |
|                  |                                                                                                |
|                  | "Theriosuchus" guimarotae                                                                      |
|                  |                                                                                                |

|  | Knoetschkesuchus langenbergensis |
|  |                                  |
|  | "Theriosuchus" guimarotae        |
|  |                                  |

|  | Theriosuchus pusillus |
|  |                       |
|  | Alligatorium spp.     |
|  |                       |

|                  | Theriosuchus grandinaris                                                                       |
|                  |                                                                                                |
| Knoetschkesuchus | \| \| Knoetschkesuchus langenbergensis \| \| \| \| \| \| "Theriosuchus" guimarotae \| \| \| \| |
|                  | \| \| Knoetschkesuchus langenbergensis \| \| \| \| \| \| "Theriosuchus" guimarotae \| \| \| \| |
|                  | Knoetschkesuchus langenbergensis                                                               |
|                  |                                                                                                |
|                  | "Theriosuchus" guimarotae                                                                      |
|                  |                                                                                                |

|  | Knoetschkesuchus langenbergensis |
|  |                                  |
|  | "Theriosuchus" guimarotae        |
|  |                                  |

|  | Theriosuchus pusillus |
|  |                       |
|  | Alligatorium spp.     |
|  |                       |

|                  | Theriosuchus grandinaris                                                                       |
|                  |                                                                                                |
| Knoetschkesuchus | \| \| Knoetschkesuchus langenbergensis \| \| \| \| \| \| "Theriosuchus" guimarotae \| \| \| \| |
|                  | \| \| Knoetschkesuchus langenbergensis \| \| \| \| \| \| "Theriosuchus" guimarotae \| \| \| \| |
|                  | Knoetschkesuchus langenbergensis                                                               |
|                  |                                                                                                |
|                  | "Theriosuchus" guimarotae                                                                      |
|                  |                                                                                                |

|  | Knoetschkesuchus langenbergensis |
|  |                                  |
|  | "Theriosuchus" guimarotae        |
|  |                                  |

|  | Theriosuchus pusillus |
|  |                       |
|  | Alligatorium spp.     |
|  |                       |

|                  | Theriosuchus grandinaris                                                                       |
|                  |                                                                                                |
| Knoetschkesuchus | \| \| Knoetschkesuchus langenbergensis \| \| \| \| \| \| "Theriosuchus" guimarotae \| \| \| \| |
|                  | \| \| Knoetschkesuchus langenbergensis \| \| \| \| \| \| "Theriosuchus" guimarotae \| \| \| \| |
|                  | Knoetschkesuchus langenbergensis                                                               |
|                  |                                                                                                |
|                  | "Theriosuchus" guimarotae                                                                      |
|                  |                                                                                                |

|  | Knoetschkesuchus langenbergensis |
|  |                                  |
|  | "Theriosuchus" guimarotae        |
|  |                                  |

|  | Theriosuchus pusillus |
|  |                       |
|  | Alligatorium spp.     |
|  |                       |

|                  | Theriosuchus grandinaris                                                                       |
|                  |                                                                                                |
| Knoetschkesuchus | \| \| Knoetschkesuchus langenbergensis \| \| \| \| \| \| "Theriosuchus" guimarotae \| \| \| \| |
|                  | \| \| Knoetschkesuchus langenbergensis \| \| \| \| \| \| "Theriosuchus" guimarotae \| \| \| \| |
|                  | Knoetschkesuchus langenbergensis                                                               |
|                  |                                                                                                |
|                  | "Theriosuchus" guimarotae                                                                      |
|                  |                                                                                                |

|  | Knoetschkesuchus langenbergensis |
|  |                                  |
|  | "Theriosuchus" guimarotae        |
|  |                                  |

|  | Theriosuchus pusillus |
|  |                       |
|  | Alligatorium spp.     |
|  |                       |

|                  | Theriosuchus grandinaris                                                                       |
|                  |                                                                                                |
| Knoetschkesuchus | \| \| Knoetschkesuchus langenbergensis \| \| \| \| \| \| "Theriosuchus" guimarotae \| \| \| \| |
|                  | \| \| Knoetschkesuchus langenbergensis \| \| \| \| \| \| "Theriosuchus" guimarotae \| \| \| \| |
|                  | Knoetschkesuchus langenbergensis                                                               |
|                  |                                                                                                |
|                  | "Theriosuchus" guimarotae                                                                      |
|                  |                                                                                                |

|  | Knoetschkesuchus langenbergensis |
|  |                                  |
|  | "Theriosuchus" guimarotae        |
|  |                                  |

|  | Acynodon adriaticus    |
|  |                        |
|  | Acynodon iberoccitanus |
|  |                        |

|  | Susisuchus anatoceps                                                              |
|  |                                                                                   |
|  | \| \| Iharkutosuchus makadii \| \| \| \| \| \| Hylaeochampsa vectiana \| \| \| \| |
|  |                                                                                   |
|  | Iharkutosuchus makadii                                                            |
|  |                                                                                   |
|  | Hylaeochampsa vectiana                                                            |
|  |                                                                                   |

|  | Iharkutosuchus makadii |
|  |                        |
|  | Hylaeochampsa vectiana |
|  |                        |

|  | Acynodon adriaticus    |
|  |                        |
|  | Acynodon iberoccitanus |
|  |                        |

|  | Susisuchus anatoceps                                                              |
|  |                                                                                   |
|  | \| \| Iharkutosuchus makadii \| \| \| \| \| \| Hylaeochampsa vectiana \| \| \| \| |
|  |                                                                                   |
|  | Iharkutosuchus makadii                                                            |
|  |                                                                                   |
|  | Hylaeochampsa vectiana                                                            |
|  |                                                                                   |

|  | Iharkutosuchus makadii |
|  |                        |
|  | Hylaeochampsa vectiana |
|  |                        |

|  | Acynodon adriaticus    |
|  |                        |
|  | Acynodon iberoccitanus |
|  |                        |

|  | Susisuchus anatoceps                                                              |
|  |                                                                                   |
|  | \| \| Iharkutosuchus makadii \| \| \| \| \| \| Hylaeochampsa vectiana \| \| \| \| |
|  |                                                                                   |
|  | Iharkutosuchus makadii                                                            |
|  |                                                                                   |
|  | Hylaeochampsa vectiana                                                            |
|  |                                                                                   |

|  | Iharkutosuchus makadii |
|  |                        |
|  | Hylaeochampsa vectiana |
|  |                        |

|  | Acynodon adriaticus    |
|  |                        |
|  | Acynodon iberoccitanus |
|  |                        |

|  | Susisuchus anatoceps                                                              |
|  |                                                                                   |
|  | \| \| Iharkutosuchus makadii \| \| \| \| \| \| Hylaeochampsa vectiana \| \| \| \| |
|  |                                                                                   |
|  | Iharkutosuchus makadii                                                            |
|  |                                                                                   |
|  | Hylaeochampsa vectiana                                                            |
|  |                                                                                   |

|  | Iharkutosuchus makadii |
|  |                        |
|  | Hylaeochampsa vectiana |
|  |                        |

|  | Acynodon adriaticus    |
|  |                        |
|  | Acynodon iberoccitanus |
|  |                        |

|  | Susisuchus anatoceps                                                              |
|  |                                                                                   |
|  | \| \| Iharkutosuchus makadii \| \| \| \| \| \| Hylaeochampsa vectiana \| \| \| \| |
|  |                                                                                   |
|  | Iharkutosuchus makadii                                                            |
|  |                                                                                   |
|  | Hylaeochampsa vectiana                                                            |
|  |                                                                                   |

|  | Iharkutosuchus makadii |
|  |                        |
|  | Hylaeochampsa vectiana |
|  |                        |

|  | Acynodon adriaticus    |
|  |                        |
|  | Acynodon iberoccitanus |
|  |                        |

|  | Susisuchus anatoceps                                                              |
|  |                                                                                   |
|  | \| \| Iharkutosuchus makadii \| \| \| \| \| \| Hylaeochampsa vectiana \| \| \| \| |
|  |                                                                                   |
|  | Iharkutosuchus makadii                                                            |
|  |                                                                                   |
|  | Hylaeochampsa vectiana                                                            |
|  |                                                                                   |

|  | Iharkutosuchus makadii |
|  |                        |
|  | Hylaeochampsa vectiana |
|  |                        |

|  | Acynodon adriaticus    |
|  |                        |
|  | Acynodon iberoccitanus |
|  |                        |

|  | Susisuchus anatoceps                                                              |
|  |                                                                                   |
|  | \| \| Iharkutosuchus makadii \| \| \| \| \| \| Hylaeochampsa vectiana \| \| \| \| |
|  |                                                                                   |
|  | Iharkutosuchus makadii                                                            |
|  |                                                                                   |
|  | Hylaeochampsa vectiana                                                            |
|  |                                                                                   |

|  | Iharkutosuchus makadii |
|  |                        |
|  | Hylaeochampsa vectiana |
|  |                        |

|  | Acynodon adriaticus    |
|  |                        |
|  | Acynodon iberoccitanus |
|  |                        |

|  | Susisuchus anatoceps                                                              |
|  |                                                                                   |
|  | \| \| Iharkutosuchus makadii \| \| \| \| \| \| Hylaeochampsa vectiana \| \| \| \| |
|  |                                                                                   |
|  | Iharkutosuchus makadii                                                            |
|  |                                                                                   |
|  | Hylaeochampsa vectiana                                                            |
|  |                                                                                   |

|  | Iharkutosuchus makadii |
|  |                        |
|  | Hylaeochampsa vectiana |
|  |                        |

|  | Acynodon adriaticus    |
|  |                        |
|  | Acynodon iberoccitanus |
|  |                        |

|  | Susisuchus anatoceps                                                              |
|  |                                                                                   |
|  | \| \| Iharkutosuchus makadii \| \| \| \| \| \| Hylaeochampsa vectiana \| \| \| \| |
|  |                                                                                   |
|  | Iharkutosuchus makadii                                                            |
|  |                                                                                   |
|  | Hylaeochampsa vectiana                                                            |
|  |                                                                                   |

|  | Iharkutosuchus makadii |
|  |                        |
|  | Hylaeochampsa vectiana |
|  |                        |

|  | Acynodon adriaticus    |
|  |                        |
|  | Acynodon iberoccitanus |
|  |                        |

|  | Susisuchus anatoceps                                                              |
|  |                                                                                   |
|  | \| \| Iharkutosuchus makadii \| \| \| \| \| \| Hylaeochampsa vectiana \| \| \| \| |
|  |                                                                                   |
|  | Iharkutosuchus makadii                                                            |
|  |                                                                                   |
|  | Hylaeochampsa vectiana                                                            |
|  |                                                                                   |

|  | Iharkutosuchus makadii |
|  |                        |
|  | Hylaeochampsa vectiana |
|  |                        |

|  | Acynodon adriaticus    |
|  |                        |
|  | Acynodon iberoccitanus |
|  |                        |

|  | Susisuchus anatoceps                                                              |
|  |                                                                                   |
|  | \| \| Iharkutosuchus makadii \| \| \| \| \| \| Hylaeochampsa vectiana \| \| \| \| |
|  |                                                                                   |
|  | Iharkutosuchus makadii                                                            |
|  |                                                                                   |
|  | Hylaeochampsa vectiana                                                            |
|  |                                                                                   |

|  | Iharkutosuchus makadii |
|  |                        |
|  | Hylaeochampsa vectiana |
|  |                        |

|  | Acynodon adriaticus    |
|  |                        |
|  | Acynodon iberoccitanus |
|  |                        |

|  | Susisuchus anatoceps                                                              |
|  |                                                                                   |
|  | \| \| Iharkutosuchus makadii \| \| \| \| \| \| Hylaeochampsa vectiana \| \| \| \| |
|  |                                                                                   |
|  | Iharkutosuchus makadii                                                            |
|  |                                                                                   |
|  | Hylaeochampsa vectiana                                                            |
|  |                                                                                   |

|  | Iharkutosuchus makadii |
|  |                        |
|  | Hylaeochampsa vectiana |
|  |                        |

|  | Acynodon adriaticus    |
|  |                        |
|  | Acynodon iberoccitanus |
|  |                        |

|  | Susisuchus anatoceps                                                              |
|  |                                                                                   |
|  | \| \| Iharkutosuchus makadii \| \| \| \| \| \| Hylaeochampsa vectiana \| \| \| \| |
|  |                                                                                   |
|  | Iharkutosuchus makadii                                                            |
|  |                                                                                   |
|  | Hylaeochampsa vectiana                                                            |
|  |                                                                                   |

|  | Iharkutosuchus makadii |
|  |                        |
|  | Hylaeochampsa vectiana |
|  |                        |

|  | Acynodon adriaticus    |
|  |                        |
|  | Acynodon iberoccitanus |
|  |                        |

|  | Susisuchus anatoceps                                                              |
|  |                                                                                   |
|  | \| \| Iharkutosuchus makadii \| \| \| \| \| \| Hylaeochampsa vectiana \| \| \| \| |
|  |                                                                                   |
|  | Iharkutosuchus makadii                                                            |
|  |                                                                                   |
|  | Hylaeochampsa vectiana                                                            |
|  |                                                                                   |

|  | Iharkutosuchus makadii |
|  |                        |
|  | Hylaeochampsa vectiana |
|  |                        |

|  | Acynodon adriaticus    |
|  |                        |
|  | Acynodon iberoccitanus |
|  |                        |

|  | Susisuchus anatoceps                                                              |
|  |                                                                                   |
|  | \| \| Iharkutosuchus makadii \| \| \| \| \| \| Hylaeochampsa vectiana \| \| \| \| |
|  |                                                                                   |
|  | Iharkutosuchus makadii                                                            |
|  |                                                                                   |
|  | Hylaeochampsa vectiana                                                            |
|  |                                                                                   |

|  | Iharkutosuchus makadii |
|  |                        |
|  | Hylaeochampsa vectiana |
|  |                        |

|  | Acynodon adriaticus    |
|  |                        |
|  | Acynodon iberoccitanus |
|  |                        |

|  | Susisuchus anatoceps                                                              |
|  |                                                                                   |
|  | \| \| Iharkutosuchus makadii \| \| \| \| \| \| Hylaeochampsa vectiana \| \| \| \| |
|  |                                                                                   |
|  | Iharkutosuchus makadii                                                            |
|  |                                                                                   |
|  | Hylaeochampsa vectiana                                                            |
|  |                                                                                   |

|  | Iharkutosuchus makadii |
|  |                        |
|  | Hylaeochampsa vectiana |
|  |                        |

|  | Allodaposuchus subjuniperus |
|  |                             |
|  | Allodaposuchus precedens    |
|  |                             |

|  | Theriosuchus pusillus |
|  |                       |
|  | Alligatorium spp.     |
|  |                       |

|                  | Theriosuchus grandinaris                                                                       |
|                  |                                                                                                |
| Knoetschkesuchus | \| \| Knoetschkesuchus langenbergensis \| \| \| \| \| \| "Theriosuchus" guimarotae \| \| \| \| |
|                  | \| \| Knoetschkesuchus langenbergensis \| \| \| \| \| \| "Theriosuchus" guimarotae \| \| \| \| |
|                  | Knoetschkesuchus langenbergensis                                                               |
|                  |                                                                                                |
|                  | "Theriosuchus" guimarotae                                                                      |
|                  |                                                                                                |

|  | Knoetschkesuchus langenbergensis |
|  |                                  |
|  | "Theriosuchus" guimarotae        |
|  |                                  |

|  | Theriosuchus pusillus |
|  |                       |
|  | Alligatorium spp.     |
|  |                       |

|                  | Theriosuchus grandinaris                                                                       |
|                  |                                                                                                |
| Knoetschkesuchus | \| \| Knoetschkesuchus langenbergensis \| \| \| \| \| \| "Theriosuchus" guimarotae \| \| \| \| |
|                  | \| \| Knoetschkesuchus langenbergensis \| \| \| \| \| \| "Theriosuchus" guimarotae \| \| \| \| |
|                  | Knoetschkesuchus langenbergensis                                                               |
|                  |                                                                                                |
|                  | "Theriosuchus" guimarotae                                                                      |
|                  |                                                                                                |

|  | Knoetschkesuchus langenbergensis |
|  |                                  |
|  | "Theriosuchus" guimarotae        |
|  |                                  |

|  | Theriosuchus pusillus |
|  |                       |
|  | Alligatorium spp.     |
|  |                       |

|                  | Theriosuchus grandinaris                                                                       |
|                  |                                                                                                |
| Knoetschkesuchus | \| \| Knoetschkesuchus langenbergensis \| \| \| \| \| \| "Theriosuchus" guimarotae \| \| \| \| |
|                  | \| \| Knoetschkesuchus langenbergensis \| \| \| \| \| \| "Theriosuchus" guimarotae \| \| \| \| |
|                  | Knoetschkesuchus langenbergensis                                                               |
|                  |                                                                                                |
|                  | "Theriosuchus" guimarotae                                                                      |
|                  |                                                                                                |

|  | Knoetschkesuchus langenbergensis |
|  |                                  |
|  | "Theriosuchus" guimarotae        |
|  |                                  |

|  | Theriosuchus pusillus |
|  |                       |
|  | Alligatorium spp.     |
|  |                       |

|                  | Theriosuchus grandinaris                                                                       |
|                  |                                                                                                |
| Knoetschkesuchus | \| \| Knoetschkesuchus langenbergensis \| \| \| \| \| \| "Theriosuchus" guimarotae \| \| \| \| |
|                  | \| \| Knoetschkesuchus langenbergensis \| \| \| \| \| \| "Theriosuchus" guimarotae \| \| \| \| |
|                  | Knoetschkesuchus langenbergensis                                                               |
|                  |                                                                                                |
|                  | "Theriosuchus" guimarotae                                                                      |
|                  |                                                                                                |

|  | Knoetschkesuchus langenbergensis |
|  |                                  |
|  | "Theriosuchus" guimarotae        |
|  |                                  |

|  | Theriosuchus pusillus |
|  |                       |
|  | Alligatorium spp.     |
|  |                       |

|                  | Theriosuchus grandinaris                                                                       |
|                  |                                                                                                |
| Knoetschkesuchus | \| \| Knoetschkesuchus langenbergensis \| \| \| \| \| \| "Theriosuchus" guimarotae \| \| \| \| |
|                  | \| \| Knoetschkesuchus langenbergensis \| \| \| \| \| \| "Theriosuchus" guimarotae \| \| \| \| |
|                  | Knoetschkesuchus langenbergensis                                                               |
|                  |                                                                                                |
|                  | "Theriosuchus" guimarotae                                                                      |
|                  |                                                                                                |

|  | Knoetschkesuchus langenbergensis |
|  |                                  |
|  | "Theriosuchus" guimarotae        |
|  |                                  |

|  | Theriosuchus pusillus |
|  |                       |
|  | Alligatorium spp.     |
|  |                       |

|                  | Theriosuchus grandinaris                                                                       |
|                  |                                                                                                |
| Knoetschkesuchus | \| \| Knoetschkesuchus langenbergensis \| \| \| \| \| \| "Theriosuchus" guimarotae \| \| \| \| |
|                  | \| \| Knoetschkesuchus langenbergensis \| \| \| \| \| \| "Theriosuchus" guimarotae \| \| \| \| |
|                  | Knoetschkesuchus langenbergensis                                                               |
|                  |                                                                                                |
|                  | "Theriosuchus" guimarotae                                                                      |
|                  |                                                                                                |

|  | Knoetschkesuchus langenbergensis |
|  |                                  |
|  | "Theriosuchus" guimarotae        |
|  |                                  |

|  | Theriosuchus pusillus |
|  |                       |
|  | Alligatorium spp.     |
|  |                       |

|                  | Theriosuchus grandinaris                                                                       |
|                  |                                                                                                |
| Knoetschkesuchus | \| \| Knoetschkesuchus langenbergensis \| \| \| \| \| \| "Theriosuchus" guimarotae \| \| \| \| |
|                  | \| \| Knoetschkesuchus langenbergensis \| \| \| \| \| \| "Theriosuchus" guimarotae \| \| \| \| |
|                  | Knoetschkesuchus langenbergensis                                                               |
|                  |                                                                                                |
|                  | "Theriosuchus" guimarotae                                                                      |
|                  |                                                                                                |

|  | Knoetschkesuchus langenbergensis |
|  |                                  |
|  | "Theriosuchus" guimarotae        |
|  |                                  |

|  | Theriosuchus pusillus |
|  |                       |
|  | Alligatorium spp.     |
|  |                       |

|                  | Theriosuchus grandinaris                                                                       |
|                  |                                                                                                |
| Knoetschkesuchus | \| \| Knoetschkesuchus langenbergensis \| \| \| \| \| \| "Theriosuchus" guimarotae \| \| \| \| |
|                  | \| \| Knoetschkesuchus langenbergensis \| \| \| \| \| \| "Theriosuchus" guimarotae \| \| \| \| |
|                  | Knoetschkesuchus langenbergensis                                                               |
|                  |                                                                                                |
|                  | "Theriosuchus" guimarotae                                                                      |
|                  |                                                                                                |

|  | Knoetschkesuchus langenbergensis |
|  |                                  |
|  | "Theriosuchus" guimarotae        |
|  |                                  |

|  | Allodaposuchus subjuniperus |
|  |                             |
|  | Allodaposuchus precedens    |
|  |                             |

|  | Theriosuchus pusillus |
|  |                       |
|  | Alligatorium spp.     |
|  |                       |

|                  | Theriosuchus grandinaris                                                                       |
|                  |                                                                                                |
| Knoetschkesuchus | \| \| Knoetschkesuchus langenbergensis \| \| \| \| \| \| "Theriosuchus" guimarotae \| \| \| \| |
|                  | \| \| Knoetschkesuchus langenbergensis \| \| \| \| \| \| "Theriosuchus" guimarotae \| \| \| \| |
|                  | Knoetschkesuchus langenbergensis                                                               |
|                  |                                                                                                |
|                  | "Theriosuchus" guimarotae                                                                      |
|                  |                                                                                                |

|  | Knoetschkesuchus langenbergensis |
|  |                                  |
|  | "Theriosuchus" guimarotae        |
|  |                                  |

|  | Theriosuchus pusillus |
|  |                       |
|  | Alligatorium spp.     |
|  |                       |

|                  | Theriosuchus grandinaris                                                                       |
|                  |                                                                                                |
| Knoetschkesuchus | \| \| Knoetschkesuchus langenbergensis \| \| \| \| \| \| "Theriosuchus" guimarotae \| \| \| \| |
|                  | \| \| Knoetschkesuchus langenbergensis \| \| \| \| \| \| "Theriosuchus" guimarotae \| \| \| \| |
|                  | Knoetschkesuchus langenbergensis                                                               |
|                  |                                                                                                |
|                  | "Theriosuchus" guimarotae                                                                      |
|                  |                                                                                                |

|  | Knoetschkesuchus langenbergensis |
|  |                                  |
|  | "Theriosuchus" guimarotae        |
|  |                                  |

|  | Theriosuchus pusillus |
|  |                       |
|  | Alligatorium spp.     |
|  |                       |

|                  | Theriosuchus grandinaris                                                                       |
|                  |                                                                                                |
| Knoetschkesuchus | \| \| Knoetschkesuchus langenbergensis \| \| \| \| \| \| "Theriosuchus" guimarotae \| \| \| \| |
|                  | \| \| Knoetschkesuchus langenbergensis \| \| \| \| \| \| "Theriosuchus" guimarotae \| \| \| \| |
|                  | Knoetschkesuchus langenbergensis                                                               |
|                  |                                                                                                |
|                  | "Theriosuchus" guimarotae                                                                      |
|                  |                                                                                                |

|  | Knoetschkesuchus langenbergensis |
|  |                                  |
|  | "Theriosuchus" guimarotae        |
|  |                                  |

|  | Theriosuchus pusillus |
|  |                       |
|  | Alligatorium spp.     |
|  |                       |

|                  | Theriosuchus grandinaris                                                                       |
|                  |                                                                                                |
| Knoetschkesuchus | \| \| Knoetschkesuchus langenbergensis \| \| \| \| \| \| "Theriosuchus" guimarotae \| \| \| \| |
|                  | \| \| Knoetschkesuchus langenbergensis \| \| \| \| \| \| "Theriosuchus" guimarotae \| \| \| \| |
|                  | Knoetschkesuchus langenbergensis                                                               |
|                  |                                                                                                |
|                  | "Theriosuchus" guimarotae                                                                      |
|                  |                                                                                                |

|  | Knoetschkesuchus langenbergensis |
|  |                                  |
|  | "Theriosuchus" guimarotae        |
|  |                                  |

|  | Theriosuchus pusillus |
|  |                       |
|  | Alligatorium spp.     |
|  |                       |

|                  | Theriosuchus grandinaris                                                                       |
|                  |                                                                                                |
| Knoetschkesuchus | \| \| Knoetschkesuchus langenbergensis \| \| \| \| \| \| "Theriosuchus" guimarotae \| \| \| \| |
|                  | \| \| Knoetschkesuchus langenbergensis \| \| \| \| \| \| "Theriosuchus" guimarotae \| \| \| \| |
|                  | Knoetschkesuchus langenbergensis                                                               |
|                  |                                                                                                |
|                  | "Theriosuchus" guimarotae                                                                      |
|                  |                                                                                                |

|  | Knoetschkesuchus langenbergensis |
|  |                                  |
|  | "Theriosuchus" guimarotae        |
|  |                                  |

|  | Theriosuchus pusillus |
|  |                       |
|  | Alligatorium spp.     |
|  |                       |

|                  | Theriosuchus grandinaris                                                                       |
|                  |                                                                                                |
| Knoetschkesuchus | \| \| Knoetschkesuchus langenbergensis \| \| \| \| \| \| "Theriosuchus" guimarotae \| \| \| \| |
|                  | \| \| Knoetschkesuchus langenbergensis \| \| \| \| \| \| "Theriosuchus" guimarotae \| \| \| \| |
|                  | Knoetschkesuchus langenbergensis                                                               |
|                  |                                                                                                |
|                  | "Theriosuchus" guimarotae                                                                      |
|                  |                                                                                                |

|  | Knoetschkesuchus langenbergensis |
|  |                                  |
|  | "Theriosuchus" guimarotae        |
|  |                                  |

|  | Theriosuchus pusillus |
|  |                       |
|  | Alligatorium spp.     |
|  |                       |

|                  | Theriosuchus grandinaris                                                                       |
|                  |                                                                                                |
| Knoetschkesuchus | \| \| Knoetschkesuchus langenbergensis \| \| \| \| \| \| "Theriosuchus" guimarotae \| \| \| \| |
|                  | \| \| Knoetschkesuchus langenbergensis \| \| \| \| \| \| "Theriosuchus" guimarotae \| \| \| \| |
|                  | Knoetschkesuchus langenbergensis                                                               |
|                  |                                                                                                |
|                  | "Theriosuchus" guimarotae                                                                      |
|                  |                                                                                                |

|  | Knoetschkesuchus langenbergensis |
|  |                                  |
|  | "Theriosuchus" guimarotae        |
|  |                                  |

|  | Theriosuchus pusillus |
|  |                       |
|  | Alligatorium spp.     |
|  |                       |

|                  | Theriosuchus grandinaris                                                                       |
|                  |                                                                                                |
| Knoetschkesuchus | \| \| Knoetschkesuchus langenbergensis \| \| \| \| \| \| "Theriosuchus" guimarotae \| \| \| \| |
|                  | \| \| Knoetschkesuchus langenbergensis \| \| \| \| \| \| "Theriosuchus" guimarotae \| \| \| \| |
|                  | Knoetschkesuchus langenbergensis                                                               |
|                  |                                                                                                |
|                  | "Theriosuchus" guimarotae                                                                      |
|                  |                                                                                                |

|  | Knoetschkesuchus langenbergensis |
|  |                                  |
|  | "Theriosuchus" guimarotae        |
|  |                                  |

|  | Acynodon adriaticus    |
|  |                        |
|  | Acynodon iberoccitanus |
|  |                        |

|  | Susisuchus anatoceps                                                              |
|  |                                                                                   |
|  | \| \| Iharkutosuchus makadii \| \| \| \| \| \| Hylaeochampsa vectiana \| \| \| \| |
|  |                                                                                   |
|  | Iharkutosuchus makadii                                                            |
|  |                                                                                   |
|  | Hylaeochampsa vectiana                                                            |
|  |                                                                                   |

|  | Iharkutosuchus makadii |
|  |                        |
|  | Hylaeochampsa vectiana |
|  |                        |

|  | Acynodon adriaticus    |
|  |                        |
|  | Acynodon iberoccitanus |
|  |                        |

|  | Susisuchus anatoceps                                                              |
|  |                                                                                   |
|  | \| \| Iharkutosuchus makadii \| \| \| \| \| \| Hylaeochampsa vectiana \| \| \| \| |
|  |                                                                                   |
|  | Iharkutosuchus makadii                                                            |
|  |                                                                                   |
|  | Hylaeochampsa vectiana                                                            |
|  |                                                                                   |

|  | Iharkutosuchus makadii |
|  |                        |
|  | Hylaeochampsa vectiana |
|  |                        |

|  | Acynodon adriaticus    |
|  |                        |
|  | Acynodon iberoccitanus |
|  |                        |

|  | Susisuchus anatoceps                                                              |
|  |                                                                                   |
|  | \| \| Iharkutosuchus makadii \| \| \| \| \| \| Hylaeochampsa vectiana \| \| \| \| |
|  |                                                                                   |
|  | Iharkutosuchus makadii                                                            |
|  |                                                                                   |
|  | Hylaeochampsa vectiana                                                            |
|  |                                                                                   |

|  | Iharkutosuchus makadii |
|  |                        |
|  | Hylaeochampsa vectiana |
|  |                        |

|  | Acynodon adriaticus    |
|  |                        |
|  | Acynodon iberoccitanus |
|  |                        |

|  | Susisuchus anatoceps                                                              |
|  |                                                                                   |
|  | \| \| Iharkutosuchus makadii \| \| \| \| \| \| Hylaeochampsa vectiana \| \| \| \| |
|  |                                                                                   |
|  | Iharkutosuchus makadii                                                            |
|  |                                                                                   |
|  | Hylaeochampsa vectiana                                                            |
|  |                                                                                   |

|  | Iharkutosuchus makadii |
|  |                        |
|  | Hylaeochampsa vectiana |
|  |                        |

|  | Acynodon adriaticus    |
|  |                        |
|  | Acynodon iberoccitanus |
|  |                        |

|  | Susisuchus anatoceps                                                              |
|  |                                                                                   |
|  | \| \| Iharkutosuchus makadii \| \| \| \| \| \| Hylaeochampsa vectiana \| \| \| \| |
|  |                                                                                   |
|  | Iharkutosuchus makadii                                                            |
|  |                                                                                   |
|  | Hylaeochampsa vectiana                                                            |
|  |                                                                                   |

|  | Iharkutosuchus makadii |
|  |                        |
|  | Hylaeochampsa vectiana |
|  |                        |

|  | Acynodon adriaticus    |
|  |                        |
|  | Acynodon iberoccitanus |
|  |                        |

|  | Susisuchus anatoceps                                                              |
|  |                                                                                   |
|  | \| \| Iharkutosuchus makadii \| \| \| \| \| \| Hylaeochampsa vectiana \| \| \| \| |
|  |                                                                                   |
|  | Iharkutosuchus makadii                                                            |
|  |                                                                                   |
|  | Hylaeochampsa vectiana                                                            |
|  |                                                                                   |

|  | Iharkutosuchus makadii |
|  |                        |
|  | Hylaeochampsa vectiana |
|  |                        |

|  | Acynodon adriaticus    |
|  |                        |
|  | Acynodon iberoccitanus |
|  |                        |

|  | Susisuchus anatoceps                                                              |
|  |                                                                                   |
|  | \| \| Iharkutosuchus makadii \| \| \| \| \| \| Hylaeochampsa vectiana \| \| \| \| |
|  |                                                                                   |
|  | Iharkutosuchus makadii                                                            |
|  |                                                                                   |
|  | Hylaeochampsa vectiana                                                            |
|  |                                                                                   |

|  | Iharkutosuchus makadii |
|  |                        |
|  | Hylaeochampsa vectiana |
|  |                        |

|  | Acynodon adriaticus    |
|  |                        |
|  | Acynodon iberoccitanus |
|  |                        |

|  | Susisuchus anatoceps                                                              |
|  |                                                                                   |
|  | \| \| Iharkutosuchus makadii \| \| \| \| \| \| Hylaeochampsa vectiana \| \| \| \| |
|  |                                                                                   |
|  | Iharkutosuchus makadii                                                            |
|  |                                                                                   |
|  | Hylaeochampsa vectiana                                                            |
|  |                                                                                   |

|  | Iharkutosuchus makadii |
|  |                        |
|  | Hylaeochampsa vectiana |
|  |                        |

|  | Acynodon adriaticus    |
|  |                        |
|  | Acynodon iberoccitanus |
|  |                        |

|  | Susisuchus anatoceps                                                              |
|  |                                                                                   |
|  | \| \| Iharkutosuchus makadii \| \| \| \| \| \| Hylaeochampsa vectiana \| \| \| \| |
|  |                                                                                   |
|  | Iharkutosuchus makadii                                                            |
|  |                                                                                   |
|  | Hylaeochampsa vectiana                                                            |
|  |                                                                                   |

|  | Iharkutosuchus makadii |
|  |                        |
|  | Hylaeochampsa vectiana |
|  |                        |

|  | Acynodon adriaticus    |
|  |                        |
|  | Acynodon iberoccitanus |
|  |                        |

|  | Susisuchus anatoceps                                                              |
|  |                                                                                   |
|  | \| \| Iharkutosuchus makadii \| \| \| \| \| \| Hylaeochampsa vectiana \| \| \| \| |
|  |                                                                                   |
|  | Iharkutosuchus makadii                                                            |
|  |                                                                                   |
|  | Hylaeochampsa vectiana                                                            |
|  |                                                                                   |

|  | Iharkutosuchus makadii |
|  |                        |
|  | Hylaeochampsa vectiana |
|  |                        |

|  | Acynodon adriaticus    |
|  |                        |
|  | Acynodon iberoccitanus |
|  |                        |

|  | Susisuchus anatoceps                                                              |
|  |                                                                                   |
|  | \| \| Iharkutosuchus makadii \| \| \| \| \| \| Hylaeochampsa vectiana \| \| \| \| |
|  |                                                                                   |
|  | Iharkutosuchus makadii                                                            |
|  |                                                                                   |
|  | Hylaeochampsa vectiana                                                            |
|  |                                                                                   |

|  | Iharkutosuchus makadii |
|  |                        |
|  | Hylaeochampsa vectiana |
|  |                        |

|  | Acynodon adriaticus    |
|  |                        |
|  | Acynodon iberoccitanus |
|  |                        |

|  | Susisuchus anatoceps                                                              |
|  |                                                                                   |
|  | \| \| Iharkutosuchus makadii \| \| \| \| \| \| Hylaeochampsa vectiana \| \| \| \| |
|  |                                                                                   |
|  | Iharkutosuchus makadii                                                            |
|  |                                                                                   |
|  | Hylaeochampsa vectiana                                                            |
|  |                                                                                   |

|  | Iharkutosuchus makadii |
|  |                        |
|  | Hylaeochampsa vectiana |
|  |                        |

|  | Acynodon adriaticus    |
|  |                        |
|  | Acynodon iberoccitanus |
|  |                        |

|  | Susisuchus anatoceps                                                              |
|  |                                                                                   |
|  | \| \| Iharkutosuchus makadii \| \| \| \| \| \| Hylaeochampsa vectiana \| \| \| \| |
|  |                                                                                   |
|  | Iharkutosuchus makadii                                                            |
|  |                                                                                   |
|  | Hylaeochampsa vectiana                                                            |
|  |                                                                                   |

|  | Iharkutosuchus makadii |
|  |                        |
|  | Hylaeochampsa vectiana |
|  |                        |

|  | Acynodon adriaticus    |
|  |                        |
|  | Acynodon iberoccitanus |
|  |                        |

|  | Susisuchus anatoceps                                                              |
|  |                                                                                   |
|  | \| \| Iharkutosuchus makadii \| \| \| \| \| \| Hylaeochampsa vectiana \| \| \| \| |
|  |                                                                                   |
|  | Iharkutosuchus makadii                                                            |
|  |                                                                                   |
|  | Hylaeochampsa vectiana                                                            |
|  |                                                                                   |

|  | Iharkutosuchus makadii |
|  |                        |
|  | Hylaeochampsa vectiana |
|  |                        |

|  | Acynodon adriaticus    |
|  |                        |
|  | Acynodon iberoccitanus |
|  |                        |

|  | Susisuchus anatoceps                                                              |
|  |                                                                                   |
|  | \| \| Iharkutosuchus makadii \| \| \| \| \| \| Hylaeochampsa vectiana \| \| \| \| |
|  |                                                                                   |
|  | Iharkutosuchus makadii                                                            |
|  |                                                                                   |
|  | Hylaeochampsa vectiana                                                            |
|  |                                                                                   |

|  | Iharkutosuchus makadii |
|  |                        |
|  | Hylaeochampsa vectiana |
|  |                        |

|  | Acynodon adriaticus    |
|  |                        |
|  | Acynodon iberoccitanus |
|  |                        |

|  | Susisuchus anatoceps                                                              |
|  |                                                                                   |
|  | \| \| Iharkutosuchus makadii \| \| \| \| \| \| Hylaeochampsa vectiana \| \| \| \| |
|  |                                                                                   |
|  | Iharkutosuchus makadii                                                            |
|  |                                                                                   |
|  | Hylaeochampsa vectiana                                                            |
|  |                                                                                   |

|  | Iharkutosuchus makadii |
|  |                        |
|  | Hylaeochampsa vectiana |
|  |                        |

|  | Allodaposuchus subjuniperus |
|  |                             |
|  | Allodaposuchus precedens    |
|  |                             |

|  | Theriosuchus pusillus |
|  |                       |
|  | Alligatorium spp.     |
|  |                       |

|                  | Theriosuchus grandinaris                                                                       |
|                  |                                                                                                |
| Knoetschkesuchus | \| \| Knoetschkesuchus langenbergensis \| \| \| \| \| \| "Theriosuchus" guimarotae \| \| \| \| |
|                  | \| \| Knoetschkesuchus langenbergensis \| \| \| \| \| \| "Theriosuchus" guimarotae \| \| \| \| |
|                  | Knoetschkesuchus langenbergensis                                                               |
|                  |                                                                                                |
|                  | "Theriosuchus" guimarotae                                                                      |
|                  |                                                                                                |

|  | Knoetschkesuchus langenbergensis |
|  |                                  |
|  | "Theriosuchus" guimarotae        |
|  |                                  |

|  | Theriosuchus pusillus |
|  |                       |
|  | Alligatorium spp.     |
|  |                       |

|                  | Theriosuchus grandinaris                                                                       |
|                  |                                                                                                |
| Knoetschkesuchus | \| \| Knoetschkesuchus langenbergensis \| \| \| \| \| \| "Theriosuchus" guimarotae \| \| \| \| |
|                  | \| \| Knoetschkesuchus langenbergensis \| \| \| \| \| \| "Theriosuchus" guimarotae \| \| \| \| |
|                  | Knoetschkesuchus langenbergensis                                                               |
|                  |                                                                                                |
|                  | "Theriosuchus" guimarotae                                                                      |
|                  |                                                                                                |

|  | Knoetschkesuchus langenbergensis |
|  |                                  |
|  | "Theriosuchus" guimarotae        |
|  |                                  |

|  | Theriosuchus pusillus |
|  |                       |
|  | Alligatorium spp.     |
|  |                       |

|                  | Theriosuchus grandinaris                                                                       |
|                  |                                                                                                |
| Knoetschkesuchus | \| \| Knoetschkesuchus langenbergensis \| \| \| \| \| \| "Theriosuchus" guimarotae \| \| \| \| |
|                  | \| \| Knoetschkesuchus langenbergensis \| \| \| \| \| \| "Theriosuchus" guimarotae \| \| \| \| |
|                  | Knoetschkesuchus langenbergensis                                                               |
|                  |                                                                                                |
|                  | "Theriosuchus" guimarotae                                                                      |
|                  |                                                                                                |

|  | Knoetschkesuchus langenbergensis |
|  |                                  |
|  | "Theriosuchus" guimarotae        |
|  |                                  |

|  | Theriosuchus pusillus |
|  |                       |
|  | Alligatorium spp.     |
|  |                       |

|                  | Theriosuchus grandinaris                                                                       |
|                  |                                                                                                |
| Knoetschkesuchus | \| \| Knoetschkesuchus langenbergensis \| \| \| \| \| \| "Theriosuchus" guimarotae \| \| \| \| |
|                  | \| \| Knoetschkesuchus langenbergensis \| \| \| \| \| \| "Theriosuchus" guimarotae \| \| \| \| |
|                  | Knoetschkesuchus langenbergensis                                                               |
|                  |                                                                                                |
|                  | "Theriosuchus" guimarotae                                                                      |
|                  |                                                                                                |

|  | Knoetschkesuchus langenbergensis |
|  |                                  |
|  | "Theriosuchus" guimarotae        |
|  |                                  |

|  | Theriosuchus pusillus |
|  |                       |
|  | Alligatorium spp.     |
|  |                       |

|                  | Theriosuchus grandinaris                                                                       |
|                  |                                                                                                |
| Knoetschkesuchus | \| \| Knoetschkesuchus langenbergensis \| \| \| \| \| \| "Theriosuchus" guimarotae \| \| \| \| |
|                  | \| \| Knoetschkesuchus langenbergensis \| \| \| \| \| \| "Theriosuchus" guimarotae \| \| \| \| |
|                  | Knoetschkesuchus langenbergensis                                                               |
|                  |                                                                                                |
|                  | "Theriosuchus" guimarotae                                                                      |
|                  |                                                                                                |

|  | Knoetschkesuchus langenbergensis |
|  |                                  |
|  | "Theriosuchus" guimarotae        |
|  |                                  |

|  | Theriosuchus pusillus |
|  |                       |
|  | Alligatorium spp.     |
|  |                       |

|                  | Theriosuchus grandinaris                                                                       |
|                  |                                                                                                |
| Knoetschkesuchus | \| \| Knoetschkesuchus langenbergensis \| \| \| \| \| \| "Theriosuchus" guimarotae \| \| \| \| |
|                  | \| \| Knoetschkesuchus langenbergensis \| \| \| \| \| \| "Theriosuchus" guimarotae \| \| \| \| |
|                  | Knoetschkesuchus langenbergensis                                                               |
|                  |                                                                                                |
|                  | "Theriosuchus" guimarotae                                                                      |
|                  |                                                                                                |

|  | Knoetschkesuchus langenbergensis |
|  |                                  |
|  | "Theriosuchus" guimarotae        |
|  |                                  |

|  | Theriosuchus pusillus |
|  |                       |
|  | Alligatorium spp.     |
|  |                       |

|                  | Theriosuchus grandinaris                                                                       |
|                  |                                                                                                |
| Knoetschkesuchus | \| \| Knoetschkesuchus langenbergensis \| \| \| \| \| \| "Theriosuchus" guimarotae \| \| \| \| |
|                  | \| \| Knoetschkesuchus langenbergensis \| \| \| \| \| \| "Theriosuchus" guimarotae \| \| \| \| |
|                  | Knoetschkesuchus langenbergensis                                                               |
|                  |                                                                                                |
|                  | "Theriosuchus" guimarotae                                                                      |
|                  |                                                                                                |

|  | Knoetschkesuchus langenbergensis |
|  |                                  |
|  | "Theriosuchus" guimarotae        |
|  |                                  |

|  | Theriosuchus pusillus |
|  |                       |
|  | Alligatorium spp.     |
|  |                       |

|                  | Theriosuchus grandinaris                                                                       |
|                  |                                                                                                |
| Knoetschkesuchus | \| \| Knoetschkesuchus langenbergensis \| \| \| \| \| \| "Theriosuchus" guimarotae \| \| \| \| |
|                  | \| \| Knoetschkesuchus langenbergensis \| \| \| \| \| \| "Theriosuchus" guimarotae \| \| \| \| |
|                  | Knoetschkesuchus langenbergensis                                                               |
|                  |                                                                                                |
|                  | "Theriosuchus" guimarotae                                                                      |
|                  |                                                                                                |

|  | Knoetschkesuchus langenbergensis |
|  |                                  |
|  | "Theriosuchus" guimarotae        |
|  |                                  |

|  | Allodaposuchus subjuniperus |
|  |                             |
|  | Allodaposuchus precedens    |
|  |                             |

|  | Theriosuchus pusillus |
|  |                       |
|  | Alligatorium spp.     |
|  |                       |

|                  | Theriosuchus grandinaris                                                                       |
|                  |                                                                                                |
| Knoetschkesuchus | \| \| Knoetschkesuchus langenbergensis \| \| \| \| \| \| "Theriosuchus" guimarotae \| \| \| \| |
|                  | \| \| Knoetschkesuchus langenbergensis \| \| \| \| \| \| "Theriosuchus" guimarotae \| \| \| \| |
|                  | Knoetschkesuchus langenbergensis                                                               |
|                  |                                                                                                |
|                  | "Theriosuchus" guimarotae                                                                      |
|                  |                                                                                                |

|  | Knoetschkesuchus langenbergensis |
|  |                                  |
|  | "Theriosuchus" guimarotae        |
|  |                                  |

|  | Theriosuchus pusillus |
|  |                       |
|  | Alligatorium spp.     |
|  |                       |

|                  | Theriosuchus grandinaris                                                                       |
|                  |                                                                                                |
| Knoetschkesuchus | \| \| Knoetschkesuchus langenbergensis \| \| \| \| \| \| "Theriosuchus" guimarotae \| \| \| \| |
|                  | \| \| Knoetschkesuchus langenbergensis \| \| \| \| \| \| "Theriosuchus" guimarotae \| \| \| \| |
|                  | Knoetschkesuchus langenbergensis                                                               |
|                  |                                                                                                |
|                  | "Theriosuchus" guimarotae                                                                      |
|                  |                                                                                                |

|  | Knoetschkesuchus langenbergensis |
|  |                                  |
|  | "Theriosuchus" guimarotae        |
|  |                                  |

|  | Theriosuchus pusillus |
|  |                       |
|  | Alligatorium spp.     |
|  |                       |

|                  | Theriosuchus grandinaris                                                                       |
|                  |                                                                                                |
| Knoetschkesuchus | \| \| Knoetschkesuchus langenbergensis \| \| \| \| \| \| "Theriosuchus" guimarotae \| \| \| \| |
|                  | \| \| Knoetschkesuchus langenbergensis \| \| \| \| \| \| "Theriosuchus" guimarotae \| \| \| \| |
|                  | Knoetschkesuchus langenbergensis                                                               |
|                  |                                                                                                |
|                  | "Theriosuchus" guimarotae                                                                      |
|                  |                                                                                                |

|  | Knoetschkesuchus langenbergensis |
|  |                                  |
|  | "Theriosuchus" guimarotae        |
|  |                                  |

|  | Theriosuchus pusillus |
|  |                       |
|  | Alligatorium spp.     |
|  |                       |

|                  | Theriosuchus grandinaris                                                                       |
|                  |                                                                                                |
| Knoetschkesuchus | \| \| Knoetschkesuchus langenbergensis \| \| \| \| \| \| "Theriosuchus" guimarotae \| \| \| \| |
|                  | \| \| Knoetschkesuchus langenbergensis \| \| \| \| \| \| "Theriosuchus" guimarotae \| \| \| \| |
|                  | Knoetschkesuchus langenbergensis                                                               |
|                  |                                                                                                |
|                  | "Theriosuchus" guimarotae                                                                      |
|                  |                                                                                                |

|  | Knoetschkesuchus langenbergensis |
|  |                                  |
|  | "Theriosuchus" guimarotae        |
|  |                                  |

|  | Theriosuchus pusillus |
|  |                       |
|  | Alligatorium spp.     |
|  |                       |

|                  | Theriosuchus grandinaris                                                                       |
|                  |                                                                                                |
| Knoetschkesuchus | \| \| Knoetschkesuchus langenbergensis \| \| \| \| \| \| "Theriosuchus" guimarotae \| \| \| \| |
|                  | \| \| Knoetschkesuchus langenbergensis \| \| \| \| \| \| "Theriosuchus" guimarotae \| \| \| \| |
|                  | Knoetschkesuchus langenbergensis                                                               |
|                  |                                                                                                |
|                  | "Theriosuchus" guimarotae                                                                      |
|                  |                                                                                                |

|  | Knoetschkesuchus langenbergensis |
|  |                                  |
|  | "Theriosuchus" guimarotae        |
|  |                                  |

|  | Theriosuchus pusillus |
|  |                       |
|  | Alligatorium spp.     |
|  |                       |

|                  | Theriosuchus grandinaris                                                                       |
|                  |                                                                                                |
| Knoetschkesuchus | \| \| Knoetschkesuchus langenbergensis \| \| \| \| \| \| "Theriosuchus" guimarotae \| \| \| \| |
|                  | \| \| Knoetschkesuchus langenbergensis \| \| \| \| \| \| "Theriosuchus" guimarotae \| \| \| \| |
|                  | Knoetschkesuchus langenbergensis                                                               |
|                  |                                                                                                |
|                  | "Theriosuchus" guimarotae                                                                      |
|                  |                                                                                                |

|  | Knoetschkesuchus langenbergensis |
|  |                                  |
|  | "Theriosuchus" guimarotae        |
|  |                                  |

|  | Theriosuchus pusillus |
|  |                       |
|  | Alligatorium spp.     |
|  |                       |

|                  | Theriosuchus grandinaris                                                                       |
|                  |                                                                                                |
| Knoetschkesuchus | \| \| Knoetschkesuchus langenbergensis \| \| \| \| \| \| "Theriosuchus" guimarotae \| \| \| \| |
|                  | \| \| Knoetschkesuchus langenbergensis \| \| \| \| \| \| "Theriosuchus" guimarotae \| \| \| \| |
|                  | Knoetschkesuchus langenbergensis                                                               |
|                  |                                                                                                |
|                  | "Theriosuchus" guimarotae                                                                      |
|                  |                                                                                                |

|  | Knoetschkesuchus langenbergensis |
|  |                                  |
|  | "Theriosuchus" guimarotae        |
|  |                                  |

|  | Theriosuchus pusillus |
|  |                       |
|  | Alligatorium spp.     |
|  |                       |

|                  | Theriosuchus grandinaris                                                                       |
|                  |                                                                                                |
| Knoetschkesuchus | \| \| Knoetschkesuchus langenbergensis \| \| \| \| \| \| "Theriosuchus" guimarotae \| \| \| \| |
|                  | \| \| Knoetschkesuchus langenbergensis \| \| \| \| \| \| "Theriosuchus" guimarotae \| \| \| \| |
|                  | Knoetschkesuchus langenbergensis                                                               |
|                  |                                                                                                |
|                  | "Theriosuchus" guimarotae                                                                      |
|                  |                                                                                                |

|  | Knoetschkesuchus langenbergensis |
|  |                                  |
|  | "Theriosuchus" guimarotae        |
|  |                                  |

|  | Acynodon adriaticus    |
|  |                        |
|  | Acynodon iberoccitanus |
|  |                        |

|  | Susisuchus anatoceps                                                              |
|  |                                                                                   |
|  | \| \| Iharkutosuchus makadii \| \| \| \| \| \| Hylaeochampsa vectiana \| \| \| \| |
|  |                                                                                   |
|  | Iharkutosuchus makadii                                                            |
|  |                                                                                   |
|  | Hylaeochampsa vectiana                                                            |
|  |                                                                                   |

|  | Iharkutosuchus makadii |
|  |                        |
|  | Hylaeochampsa vectiana |
|  |                        |

|  | Acynodon adriaticus    |
|  |                        |
|  | Acynodon iberoccitanus |
|  |                        |

|  | Susisuchus anatoceps                                                              |
|  |                                                                                   |
|  | \| \| Iharkutosuchus makadii \| \| \| \| \| \| Hylaeochampsa vectiana \| \| \| \| |
|  |                                                                                   |
|  | Iharkutosuchus makadii                                                            |
|  |                                                                                   |
|  | Hylaeochampsa vectiana                                                            |
|  |                                                                                   |

|  | Iharkutosuchus makadii |
|  |                        |
|  | Hylaeochampsa vectiana |
|  |                        |

|  | Acynodon adriaticus    |
|  |                        |
|  | Acynodon iberoccitanus |
|  |                        |

|  | Susisuchus anatoceps                                                              |
|  |                                                                                   |
|  | \| \| Iharkutosuchus makadii \| \| \| \| \| \| Hylaeochampsa vectiana \| \| \| \| |
|  |                                                                                   |
|  | Iharkutosuchus makadii                                                            |
|  |                                                                                   |
|  | Hylaeochampsa vectiana                                                            |
|  |                                                                                   |

|  | Iharkutosuchus makadii |
|  |                        |
|  | Hylaeochampsa vectiana |
|  |                        |

|  | Acynodon adriaticus    |
|  |                        |
|  | Acynodon iberoccitanus |
|  |                        |

|  | Susisuchus anatoceps                                                              |
|  |                                                                                   |
|  | \| \| Iharkutosuchus makadii \| \| \| \| \| \| Hylaeochampsa vectiana \| \| \| \| |
|  |                                                                                   |
|  | Iharkutosuchus makadii                                                            |
|  |                                                                                   |
|  | Hylaeochampsa vectiana                                                            |
|  |                                                                                   |

|  | Iharkutosuchus makadii |
|  |                        |
|  | Hylaeochampsa vectiana |
|  |                        |

|  | Acynodon adriaticus    |
|  |                        |
|  | Acynodon iberoccitanus |
|  |                        |

|  | Susisuchus anatoceps                                                              |
|  |                                                                                   |
|  | \| \| Iharkutosuchus makadii \| \| \| \| \| \| Hylaeochampsa vectiana \| \| \| \| |
|  |                                                                                   |
|  | Iharkutosuchus makadii                                                            |
|  |                                                                                   |
|  | Hylaeochampsa vectiana                                                            |
|  |                                                                                   |

|  | Iharkutosuchus makadii |
|  |                        |
|  | Hylaeochampsa vectiana |
|  |                        |

|  | Acynodon adriaticus    |
|  |                        |
|  | Acynodon iberoccitanus |
|  |                        |

|  | Susisuchus anatoceps                                                              |
|  |                                                                                   |
|  | \| \| Iharkutosuchus makadii \| \| \| \| \| \| Hylaeochampsa vectiana \| \| \| \| |
|  |                                                                                   |
|  | Iharkutosuchus makadii                                                            |
|  |                                                                                   |
|  | Hylaeochampsa vectiana                                                            |
|  |                                                                                   |

|  | Iharkutosuchus makadii |
|  |                        |
|  | Hylaeochampsa vectiana |
|  |                        |

|  | Acynodon adriaticus    |
|  |                        |
|  | Acynodon iberoccitanus |
|  |                        |

|  | Susisuchus anatoceps                                                              |
|  |                                                                                   |
|  | \| \| Iharkutosuchus makadii \| \| \| \| \| \| Hylaeochampsa vectiana \| \| \| \| |
|  |                                                                                   |
|  | Iharkutosuchus makadii                                                            |
|  |                                                                                   |
|  | Hylaeochampsa vectiana                                                            |
|  |                                                                                   |

|  | Iharkutosuchus makadii |
|  |                        |
|  | Hylaeochampsa vectiana |
|  |                        |

|  | Acynodon adriaticus    |
|  |                        |
|  | Acynodon iberoccitanus |
|  |                        |

|  | Susisuchus anatoceps                                                              |
|  |                                                                                   |
|  | \| \| Iharkutosuchus makadii \| \| \| \| \| \| Hylaeochampsa vectiana \| \| \| \| |
|  |                                                                                   |
|  | Iharkutosuchus makadii                                                            |
|  |                                                                                   |
|  | Hylaeochampsa vectiana                                                            |
|  |                                                                                   |

|  | Iharkutosuchus makadii |
|  |                        |
|  | Hylaeochampsa vectiana |
|  |                        |

|  | Acynodon adriaticus    |
|  |                        |
|  | Acynodon iberoccitanus |
|  |                        |

|  | Susisuchus anatoceps                                                              |
|  |                                                                                   |
|  | \| \| Iharkutosuchus makadii \| \| \| \| \| \| Hylaeochampsa vectiana \| \| \| \| |
|  |                                                                                   |
|  | Iharkutosuchus makadii                                                            |
|  |                                                                                   |
|  | Hylaeochampsa vectiana                                                            |
|  |                                                                                   |

|  | Iharkutosuchus makadii |
|  |                        |
|  | Hylaeochampsa vectiana |
|  |                        |

|  | Acynodon adriaticus    |
|  |                        |
|  | Acynodon iberoccitanus |
|  |                        |

|  | Susisuchus anatoceps                                                              |
|  |                                                                                   |
|  | \| \| Iharkutosuchus makadii \| \| \| \| \| \| Hylaeochampsa vectiana \| \| \| \| |
|  |                                                                                   |
|  | Iharkutosuchus makadii                                                            |
|  |                                                                                   |
|  | Hylaeochampsa vectiana                                                            |
|  |                                                                                   |

|  | Iharkutosuchus makadii |
|  |                        |
|  | Hylaeochampsa vectiana |
|  |                        |

|  | Acynodon adriaticus    |
|  |                        |
|  | Acynodon iberoccitanus |
|  |                        |

|  | Susisuchus anatoceps                                                              |
|  |                                                                                   |
|  | \| \| Iharkutosuchus makadii \| \| \| \| \| \| Hylaeochampsa vectiana \| \| \| \| |
|  |                                                                                   |
|  | Iharkutosuchus makadii                                                            |
|  |                                                                                   |
|  | Hylaeochampsa vectiana                                                            |
|  |                                                                                   |

|  | Iharkutosuchus makadii |
|  |                        |
|  | Hylaeochampsa vectiana |
|  |                        |

|  | Acynodon adriaticus    |
|  |                        |
|  | Acynodon iberoccitanus |
|  |                        |

|  | Susisuchus anatoceps                                                              |
|  |                                                                                   |
|  | \| \| Iharkutosuchus makadii \| \| \| \| \| \| Hylaeochampsa vectiana \| \| \| \| |
|  |                                                                                   |
|  | Iharkutosuchus makadii                                                            |
|  |                                                                                   |
|  | Hylaeochampsa vectiana                                                            |
|  |                                                                                   |

|  | Iharkutosuchus makadii |
|  |                        |
|  | Hylaeochampsa vectiana |
|  |                        |

|  | Acynodon adriaticus    |
|  |                        |
|  | Acynodon iberoccitanus |
|  |                        |

|  | Susisuchus anatoceps                                                              |
|  |                                                                                   |
|  | \| \| Iharkutosuchus makadii \| \| \| \| \| \| Hylaeochampsa vectiana \| \| \| \| |
|  |                                                                                   |
|  | Iharkutosuchus makadii                                                            |
|  |                                                                                   |
|  | Hylaeochampsa vectiana                                                            |
|  |                                                                                   |

|  | Iharkutosuchus makadii |
|  |                        |
|  | Hylaeochampsa vectiana |
|  |                        |

|  | Acynodon adriaticus    |
|  |                        |
|  | Acynodon iberoccitanus |
|  |                        |

|  | Susisuchus anatoceps                                                              |
|  |                                                                                   |
|  | \| \| Iharkutosuchus makadii \| \| \| \| \| \| Hylaeochampsa vectiana \| \| \| \| |
|  |                                                                                   |
|  | Iharkutosuchus makadii                                                            |
|  |                                                                                   |
|  | Hylaeochampsa vectiana                                                            |
|  |                                                                                   |

|  | Iharkutosuchus makadii |
|  |                        |
|  | Hylaeochampsa vectiana |
|  |                        |

|  | Acynodon adriaticus    |
|  |                        |
|  | Acynodon iberoccitanus |
|  |                        |

|  | Susisuchus anatoceps                                                              |
|  |                                                                                   |
|  | \| \| Iharkutosuchus makadii \| \| \| \| \| \| Hylaeochampsa vectiana \| \| \| \| |
|  |                                                                                   |
|  | Iharkutosuchus makadii                                                            |
|  |                                                                                   |
|  | Hylaeochampsa vectiana                                                            |
|  |                                                                                   |

|  | Iharkutosuchus makadii |
|  |                        |
|  | Hylaeochampsa vectiana |
|  |                        |

|  | Acynodon adriaticus    |
|  |                        |
|  | Acynodon iberoccitanus |
|  |                        |

|  | Susisuchus anatoceps                                                              |
|  |                                                                                   |
|  | \| \| Iharkutosuchus makadii \| \| \| \| \| \| Hylaeochampsa vectiana \| \| \| \| |
|  |                                                                                   |
|  | Iharkutosuchus makadii                                                            |
|  |                                                                                   |
|  | Hylaeochampsa vectiana                                                            |
|  |                                                                                   |

|  | Iharkutosuchus makadii |
|  |                        |
|  | Hylaeochampsa vectiana |
|  |                        |

|  | Allodaposuchus subjuniperus |
|  |                             |
|  | Allodaposuchus precedens    |
|  |                             |

|  | Theriosuchus pusillus |
|  |                       |
|  | Alligatorium spp.     |
|  |                       |

|                  | Theriosuchus grandinaris                                                                       |
|                  |                                                                                                |
| Knoetschkesuchus | \| \| Knoetschkesuchus langenbergensis \| \| \| \| \| \| "Theriosuchus" guimarotae \| \| \| \| |
|                  | \| \| Knoetschkesuchus langenbergensis \| \| \| \| \| \| "Theriosuchus" guimarotae \| \| \| \| |
|                  | Knoetschkesuchus langenbergensis                                                               |
|                  |                                                                                                |
|                  | "Theriosuchus" guimarotae                                                                      |
|                  |                                                                                                |

|  | Knoetschkesuchus langenbergensis |
|  |                                  |
|  | "Theriosuchus" guimarotae        |
|  |                                  |

|  | Theriosuchus pusillus |
|  |                       |
|  | Alligatorium spp.     |
|  |                       |

|                  | Theriosuchus grandinaris                                                                       |
|                  |                                                                                                |
| Knoetschkesuchus | \| \| Knoetschkesuchus langenbergensis \| \| \| \| \| \| "Theriosuchus" guimarotae \| \| \| \| |
|                  | \| \| Knoetschkesuchus langenbergensis \| \| \| \| \| \| "Theriosuchus" guimarotae \| \| \| \| |
|                  | Knoetschkesuchus langenbergensis                                                               |
|                  |                                                                                                |
|                  | "Theriosuchus" guimarotae                                                                      |
|                  |                                                                                                |

|  | Knoetschkesuchus langenbergensis |
|  |                                  |
|  | "Theriosuchus" guimarotae        |
|  |                                  |

|  | Theriosuchus pusillus |
|  |                       |
|  | Alligatorium spp.     |
|  |                       |

|                  | Theriosuchus grandinaris                                                                       |
|                  |                                                                                                |
| Knoetschkesuchus | \| \| Knoetschkesuchus langenbergensis \| \| \| \| \| \| "Theriosuchus" guimarotae \| \| \| \| |
|                  | \| \| Knoetschkesuchus langenbergensis \| \| \| \| \| \| "Theriosuchus" guimarotae \| \| \| \| |
|                  | Knoetschkesuchus langenbergensis                                                               |
|                  |                                                                                                |
|                  | "Theriosuchus" guimarotae                                                                      |
|                  |                                                                                                |

|  | Knoetschkesuchus langenbergensis |
|  |                                  |
|  | "Theriosuchus" guimarotae        |
|  |                                  |

|  | Theriosuchus pusillus |
|  |                       |
|  | Alligatorium spp.     |
|  |                       |

|                  | Theriosuchus grandinaris                                                                       |
|                  |                                                                                                |
| Knoetschkesuchus | \| \| Knoetschkesuchus langenbergensis \| \| \| \| \| \| "Theriosuchus" guimarotae \| \| \| \| |
|                  | \| \| Knoetschkesuchus langenbergensis \| \| \| \| \| \| "Theriosuchus" guimarotae \| \| \| \| |
|                  | Knoetschkesuchus langenbergensis                                                               |
|                  |                                                                                                |
|                  | "Theriosuchus" guimarotae                                                                      |
|                  |                                                                                                |

|  | Knoetschkesuchus langenbergensis |
|  |                                  |
|  | "Theriosuchus" guimarotae        |
|  |                                  |

|  | Theriosuchus pusillus |
|  |                       |
|  | Alligatorium spp.     |
|  |                       |

|                  | Theriosuchus grandinaris                                                                       |
|                  |                                                                                                |
| Knoetschkesuchus | \| \| Knoetschkesuchus langenbergensis \| \| \| \| \| \| "Theriosuchus" guimarotae \| \| \| \| |
|                  | \| \| Knoetschkesuchus langenbergensis \| \| \| \| \| \| "Theriosuchus" guimarotae \| \| \| \| |
|                  | Knoetschkesuchus langenbergensis                                                               |
|                  |                                                                                                |
|                  | "Theriosuchus" guimarotae                                                                      |
|                  |                                                                                                |

|  | Knoetschkesuchus langenbergensis |
|  |                                  |
|  | "Theriosuchus" guimarotae        |
|  |                                  |

|  | Theriosuchus pusillus |
|  |                       |
|  | Alligatorium spp.     |
|  |                       |

|                  | Theriosuchus grandinaris                                                                       |
|                  |                                                                                                |
| Knoetschkesuchus | \| \| Knoetschkesuchus langenbergensis \| \| \| \| \| \| "Theriosuchus" guimarotae \| \| \| \| |
|                  | \| \| Knoetschkesuchus langenbergensis \| \| \| \| \| \| "Theriosuchus" guimarotae \| \| \| \| |
|                  | Knoetschkesuchus langenbergensis                                                               |
|                  |                                                                                                |
|                  | "Theriosuchus" guimarotae                                                                      |
|                  |                                                                                                |

|  | Knoetschkesuchus langenbergensis |
|  |                                  |
|  | "Theriosuchus" guimarotae        |
|  |                                  |

|  | Theriosuchus pusillus |
|  |                       |
|  | Alligatorium spp.     |
|  |                       |

|                  | Theriosuchus grandinaris                                                                       |
|                  |                                                                                                |
| Knoetschkesuchus | \| \| Knoetschkesuchus langenbergensis \| \| \| \| \| \| "Theriosuchus" guimarotae \| \| \| \| |
|                  | \| \| Knoetschkesuchus langenbergensis \| \| \| \| \| \| "Theriosuchus" guimarotae \| \| \| \| |
|                  | Knoetschkesuchus langenbergensis                                                               |
|                  |                                                                                                |
|                  | "Theriosuchus" guimarotae                                                                      |
|                  |                                                                                                |

|  | Knoetschkesuchus langenbergensis |
|  |                                  |
|  | "Theriosuchus" guimarotae        |
|  |                                  |

|  | Theriosuchus pusillus |
|  |                       |
|  | Alligatorium spp.     |
|  |                       |

|                  | Theriosuchus grandinaris                                                                       |
|                  |                                                                                                |
| Knoetschkesuchus | \| \| Knoetschkesuchus langenbergensis \| \| \| \| \| \| "Theriosuchus" guimarotae \| \| \| \| |
|                  | \| \| Knoetschkesuchus langenbergensis \| \| \| \| \| \| "Theriosuchus" guimarotae \| \| \| \| |
|                  | Knoetschkesuchus langenbergensis                                                               |
|                  |                                                                                                |
|                  | "Theriosuchus" guimarotae                                                                      |
|                  |                                                                                                |

|  | Knoetschkesuchus langenbergensis |
|  |                                  |
|  | "Theriosuchus" guimarotae        |
|  |                                  |

|  | Allodaposuchus subjuniperus |
|  |                             |
|  | Allodaposuchus precedens    |
|  |                             |

|  | Theriosuchus pusillus |
|  |                       |
|  | Alligatorium spp.     |
|  |                       |

|                  | Theriosuchus grandinaris                                                                       |
|                  |                                                                                                |
| Knoetschkesuchus | \| \| Knoetschkesuchus langenbergensis \| \| \| \| \| \| "Theriosuchus" guimarotae \| \| \| \| |
|                  | \| \| Knoetschkesuchus langenbergensis \| \| \| \| \| \| "Theriosuchus" guimarotae \| \| \| \| |
|                  | Knoetschkesuchus langenbergensis                                                               |
|                  |                                                                                                |
|                  | "Theriosuchus" guimarotae                                                                      |
|                  |                                                                                                |

|  | Knoetschkesuchus langenbergensis |
|  |                                  |
|  | "Theriosuchus" guimarotae        |
|  |                                  |

|  | Theriosuchus pusillus |
|  |                       |
|  | Alligatorium spp.     |
|  |                       |

|                  | Theriosuchus grandinaris                                                                       |
|                  |                                                                                                |
| Knoetschkesuchus | \| \| Knoetschkesuchus langenbergensis \| \| \| \| \| \| "Theriosuchus" guimarotae \| \| \| \| |
|                  | \| \| Knoetschkesuchus langenbergensis \| \| \| \| \| \| "Theriosuchus" guimarotae \| \| \| \| |
|                  | Knoetschkesuchus langenbergensis                                                               |
|                  |                                                                                                |
|                  | "Theriosuchus" guimarotae                                                                      |
|                  |                                                                                                |

|  | Knoetschkesuchus langenbergensis |
|  |                                  |
|  | "Theriosuchus" guimarotae        |
|  |                                  |

|  | Theriosuchus pusillus |
|  |                       |
|  | Alligatorium spp.     |
|  |                       |

|                  | Theriosuchus grandinaris                                                                       |
|                  |                                                                                                |
| Knoetschkesuchus | \| \| Knoetschkesuchus langenbergensis \| \| \| \| \| \| "Theriosuchus" guimarotae \| \| \| \| |
|                  | \| \| Knoetschkesuchus langenbergensis \| \| \| \| \| \| "Theriosuchus" guimarotae \| \| \| \| |
|                  | Knoetschkesuchus langenbergensis                                                               |
|                  |                                                                                                |
|                  | "Theriosuchus" guimarotae                                                                      |
|                  |                                                                                                |

|  | Knoetschkesuchus langenbergensis |
|  |                                  |
|  | "Theriosuchus" guimarotae        |
|  |                                  |

|  | Theriosuchus pusillus |
|  |                       |
|  | Alligatorium spp.     |
|  |                       |

|                  | Theriosuchus grandinaris                                                                       |
|                  |                                                                                                |
| Knoetschkesuchus | \| \| Knoetschkesuchus langenbergensis \| \| \| \| \| \| "Theriosuchus" guimarotae \| \| \| \| |
|                  | \| \| Knoetschkesuchus langenbergensis \| \| \| \| \| \| "Theriosuchus" guimarotae \| \| \| \| |
|                  | Knoetschkesuchus langenbergensis                                                               |
|                  |                                                                                                |
|                  | "Theriosuchus" guimarotae                                                                      |
|                  |                                                                                                |

|  | Knoetschkesuchus langenbergensis |
|  |                                  |
|  | "Theriosuchus" guimarotae        |
|  |                                  |

|  | Theriosuchus pusillus |
|  |                       |
|  | Alligatorium spp.     |
|  |                       |

|                  | Theriosuchus grandinaris                                                                       |
|                  |                                                                                                |
| Knoetschkesuchus | \| \| Knoetschkesuchus langenbergensis \| \| \| \| \| \| "Theriosuchus" guimarotae \| \| \| \| |
|                  | \| \| Knoetschkesuchus langenbergensis \| \| \| \| \| \| "Theriosuchus" guimarotae \| \| \| \| |
|                  | Knoetschkesuchus langenbergensis                                                               |
|                  |                                                                                                |
|                  | "Theriosuchus" guimarotae                                                                      |
|                  |                                                                                                |

|  | Knoetschkesuchus langenbergensis |
|  |                                  |
|  | "Theriosuchus" guimarotae        |
|  |                                  |

|  | Theriosuchus pusillus |
|  |                       |
|  | Alligatorium spp.     |
|  |                       |

|                  | Theriosuchus grandinaris                                                                       |
|                  |                                                                                                |
| Knoetschkesuchus | \| \| Knoetschkesuchus langenbergensis \| \| \| \| \| \| "Theriosuchus" guimarotae \| \| \| \| |
|                  | \| \| Knoetschkesuchus langenbergensis \| \| \| \| \| \| "Theriosuchus" guimarotae \| \| \| \| |
|                  | Knoetschkesuchus langenbergensis                                                               |
|                  |                                                                                                |
|                  | "Theriosuchus" guimarotae                                                                      |
|                  |                                                                                                |

|  | Knoetschkesuchus langenbergensis |
|  |                                  |
|  | "Theriosuchus" guimarotae        |
|  |                                  |

|  | Theriosuchus pusillus |
|  |                       |
|  | Alligatorium spp.     |
|  |                       |

|                  | Theriosuchus grandinaris                                                                       |
|                  |                                                                                                |
| Knoetschkesuchus | \| \| Knoetschkesuchus langenbergensis \| \| \| \| \| \| "Theriosuchus" guimarotae \| \| \| \| |
|                  | \| \| Knoetschkesuchus langenbergensis \| \| \| \| \| \| "Theriosuchus" guimarotae \| \| \| \| |
|                  | Knoetschkesuchus langenbergensis                                                               |
|                  |                                                                                                |
|                  | "Theriosuchus" guimarotae                                                                      |
|                  |                                                                                                |

|  | Knoetschkesuchus langenbergensis |
|  |                                  |
|  | "Theriosuchus" guimarotae        |
|  |                                  |

|  | Theriosuchus pusillus |
|  |                       |
|  | Alligatorium spp.     |
|  |                       |

|                  | Theriosuchus grandinaris                                                                       |
|                  |                                                                                                |
| Knoetschkesuchus | \| \| Knoetschkesuchus langenbergensis \| \| \| \| \| \| "Theriosuchus" guimarotae \| \| \| \| |
|                  | \| \| Knoetschkesuchus langenbergensis \| \| \| \| \| \| "Theriosuchus" guimarotae \| \| \| \| |
|                  | Knoetschkesuchus langenbergensis                                                               |
|                  |                                                                                                |
|                  | "Theriosuchus" guimarotae                                                                      |
|                  |                                                                                                |

|  | Knoetschkesuchus langenbergensis |
|  |                                  |
|  | "Theriosuchus" guimarotae        |
|  |                                  |

## Paleobiología
Al ser relativamente pequeño, Knoetschkesuchus se debió de haber alimentado principalmente de invertebrados y posiblemente pequeños  vertebrados (incluyendo anfibios y mamíferos). Es el mismo tipo de dieta observada en los crocodilianos juveniles modernos de tamaño comparable.

## Paleoecología

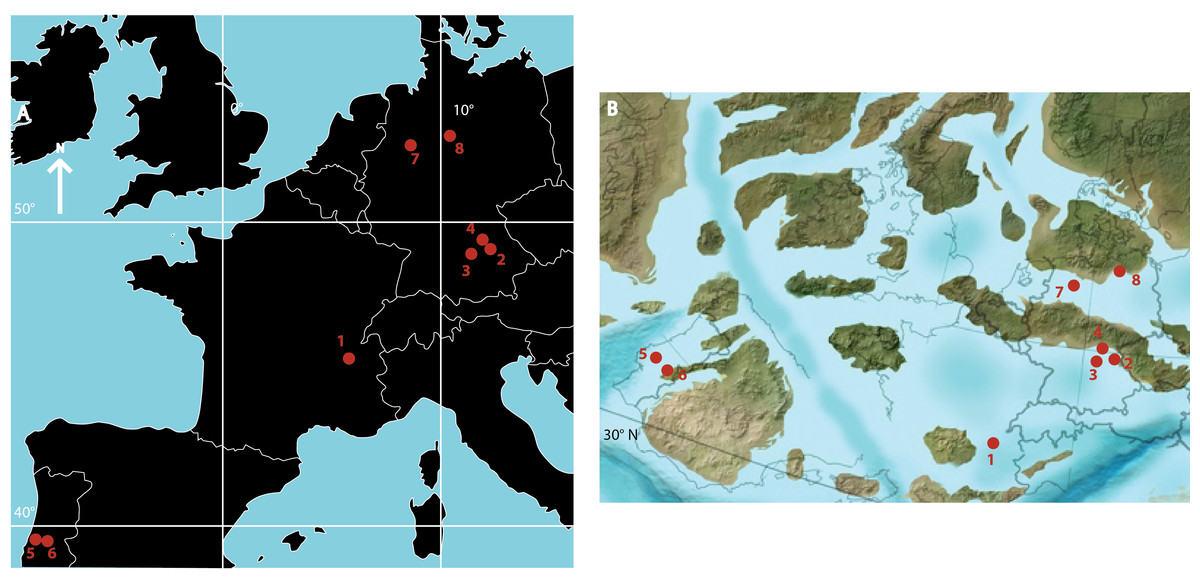
Localidades del Jurásico Superior con atoposáuridos, mostradas en un mapa actual (a) y del Jurásico Superior (b).

Durante la época del Kimmeridgiense, Europa estaba cubierta por un mar interior poco profundo, el mar de Tetis, y las masas terrestres expuestas eran una serie de archipiélagos dispersos. Los niveles del mar eran muy variables y soportaban una fauna insular de crocodilomorfos diversa, cuya biodiversidad (particularmente la de los atoposáuridos) fue producida por la especiación alopátrica. Las dos especies de Knoetschkesuchus fueron parte de faunas similares, en las que ambos funcionaban como pequeños depredadores separados ecológicamente de otros crocodilomorfos contemporáneos; es posible que estas faunas se originaran a través de dispersiones sobre masas terrestres mayores. Un intercambio faunístico parecido ocurrió en la cuenca de Wessex-Weald en Inglaterra.

### K. langenbergensis
La cantera Langenberg, de cual proviene K. langenbergensis, es parte de la Cuenca de la Baja Sajonia, la cual pudo haber sido parte de la masa terrestre asociada con los macizos Renano, Bohemio y de Londres-Brabante. Durante el Kimmeridgiense, estos constituían un ambiente de mar poco profundo; sin embargo, esto no implica que K. langenbergensis fuera marino, ya que los animales y plantas de la cantera Langenberg probablemente fueron transportados de forma alóctona de las islas cercanas (aunque solo desde una distancia corta). También hay sedimentos propios de agua salobre y dulce en la cantera, lo cual implica que hubo influjos ocasionales de agua dulce. Piñas y agujas de plantas coníferas indican que la araucaria Brachyphyllum estaba presente en este sitio.

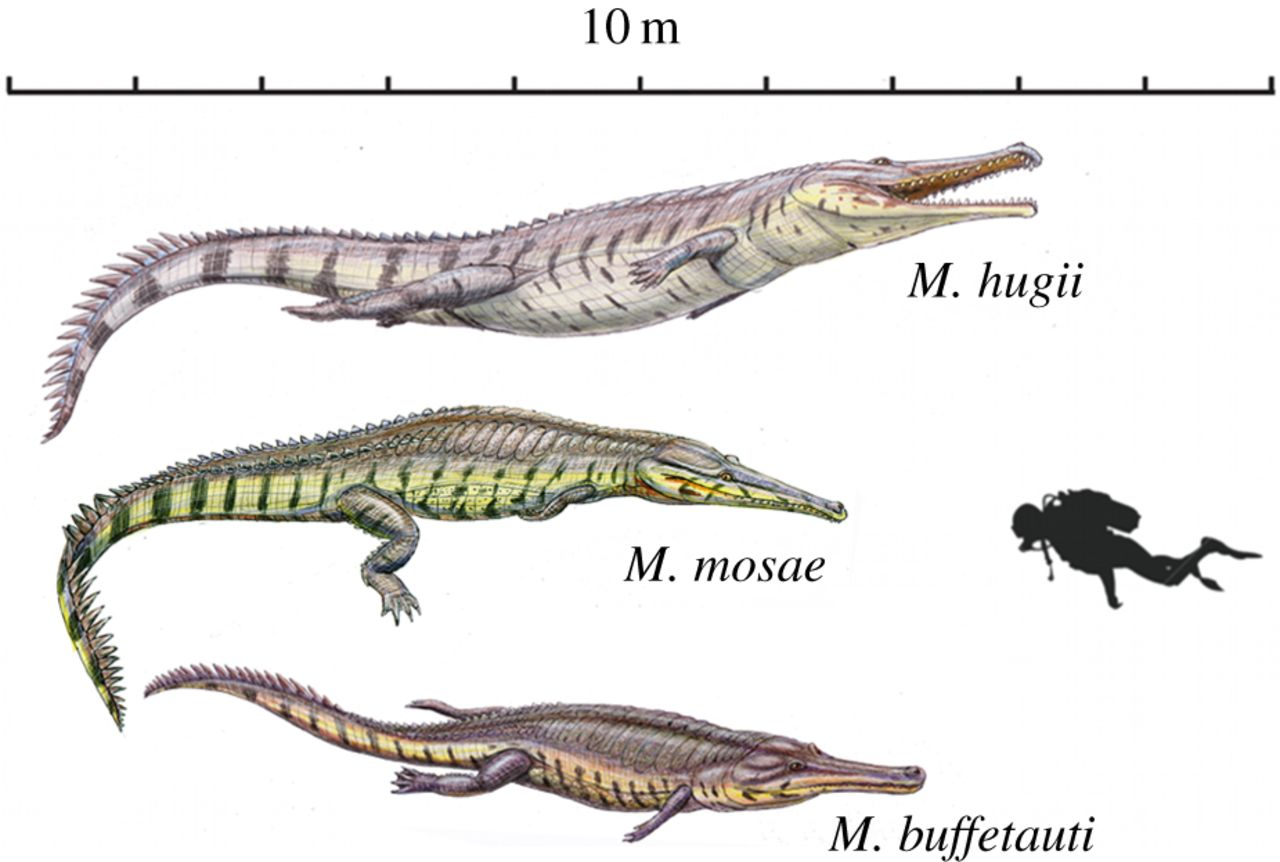
Reconstrucción de las especies de Machimosaurus; M. hugii estuvo presente junto a las especies de Knoetschkesuchus.

Además de K. langenbergensis, había otros crocodiliformes en la cantera Langenberg que incluyen formas marinas como Machimosaurus hugii y Steneosaurus aff. brevirostris, las cuales habrían vivido cerca de la costa y se alimentaban de tortugas y peces; y el generalista anfibio Goniopholis simus, el cual subsistía de una dieta de presas tanto con concha como de cuerpo blando como los aligatores modernos. La cantera es principalmente conocida por ser la localidad tipo del dinosaurio braquiosáurido Europasaurus holgeri, el cual era un enano insular. Dientes aislados indican que hubo al menos seis tipos diferentes de terópodos en esta localidad, incluyendo al megalosáurido Torvosaurus sp. así como un megalosáurido adicional y miembros indeterminados de los grupos Tyrannosauroidea, Allosauridae, Metriacanthosauridae y Dromaeosauridae; también se conocen huellas de terópodos de dos especies diferentes (no identificables a nivel de familia). Se han hallado restos atribuibles a diplodócidos (posiblemente también miniaturizados) y estegosaurios, junto a un pterosaurio dsungariptérido indeterminado.
También se han hallado otros vertebrados en la cantera Langenberg. Estos incluyen un lagarto paramacelódido; las tortugas Thalassemys sp., Plesiochelys etalloni, y una eucriptodira juvenil; mamíferos plagiaulácidos multituberculados, drioléstidos y docodontes conocidos a partir de dientes; una diversa fauna de peces actinopterigios dominada por Lepidotes sp. pero que incluye también a Macromesodon sp., Proscinetes sp., Coelodus sp., Macrosemius sp. (o Notagogus sp.), Histionotus sp., Ionoscopus sp., Callopterus sp., Caturus sp., Sauropsis sp., Belonostomus sp. y Thrissops subovatus; y cinco morfotipos de hibodontes además de los neoselacios Palaeoscyllium sp., dos tipos de Synechodus sp., y dos tipos de Asterodermus sp.

### K. guimarotae

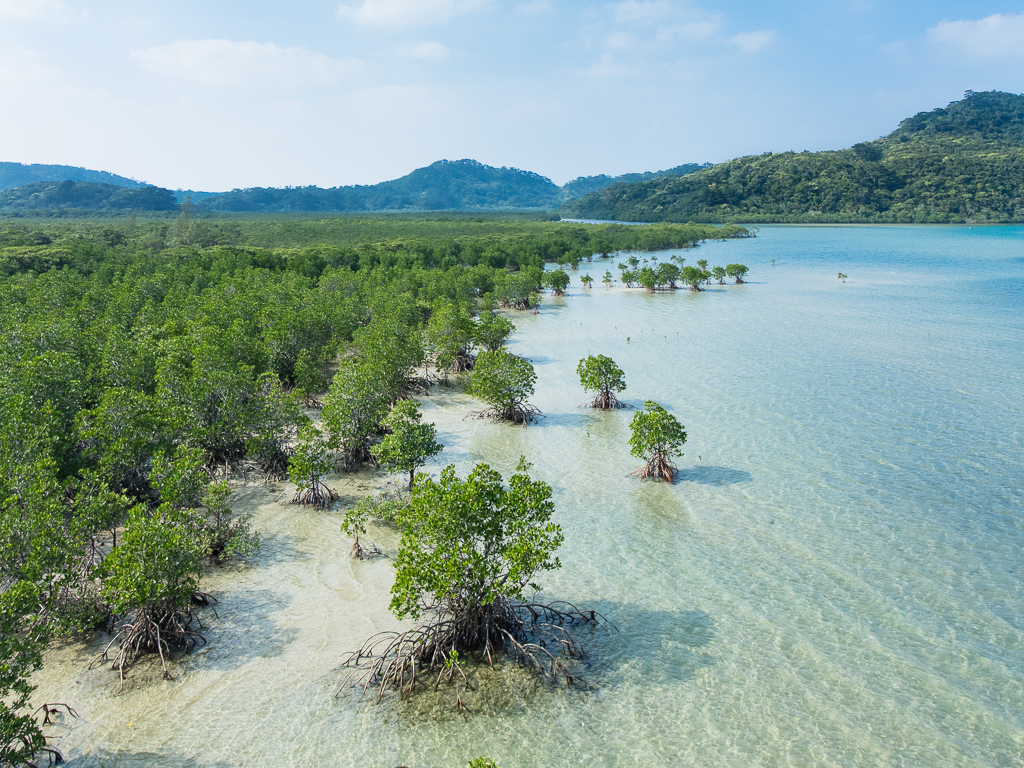
Un pantano moderno de manglares; K. guimarotae pudo haber habitado un ambiente similar.

La localidad de Guimarota se ubica en la cuenca lusitana oriental, la cual es parte de la meseta ibérica. Los estratos con vertebrados de Guimarota se depositaron en una laguna salobre que periódicamente recibía influjos de agua dulce y salada. Ecológicamente, este ambiente se asemejaría a los actuales manglares. Las plantas conocidas a partir de megafósiles incluyen a las colas de caballo Equisetum y Schizoneura; el helecho Caytonia; la cícada Otozamites; la araucaria Brachyphyllum; Ginkgo; y las algas carofitas Porochara. Adicionalmente, se conocen familias de plantas a partir de su polen e incluyen licopodios, gleicheniáceas, posibles helechos arborescentes con escamas (los cuales podrían ser en cambio matoniáceas o dicksoniáceas), helechos floridos, el helecho con semilla Sphenopteris, cipreses y pinos. Muchos de los organismos preservados probablemente se originaron de alrededor del manglar, aunque puede haber habido un cierto desplazamiento debido a corrientes de agua.
Se conocen varios crocodilomorfos de la mina de Guimarota. Nuevamente, se observa la presencia de Machimosaurus hugii de hábitos marinos, así como a Goniopholis (aunque una especie diferente, G. baryglyphaeus). Adicionalmente, también se ha encontrado a Bernissartia sp., Lisboasaurus estesi y Lusitanisuchus mitracostatus; los dos últimos eran muy pequeños, de menos de 50 centímetros de longitud, y probablemente se alimentaban de insectos como K. guimarotae. Los dinosaurios de Guimarota son conocidos principalmente a partir de dientes, e incluyen un braquiosáurido, el cual es también de talla reducida; entre los terópodos, se incluye a Stokesosaurus sp. (conocido de fósiles postcraneales), Compsognathus sp., alosáuridos, un ceratosaurio similar a Ceratosaurus, un taxón similar al filogenéticamente problemático Richardoestesia, dromeosáuridos, trodóntidos y arqueopterigiformes; además estaban los ornitópodos Phyllodon henkeli y un iguanodontiano parecido a Camptosaurus. También se hallan varios otros vertebrados, incluyendo condrictios, osteíctios, anfibios albanerpetóntidos, tortugas, lagartos, pterosaurios ranforrínquidos, y mamíferos docodontes y drioléstidos (incluyendo a Henkelotherium guimarotae). Los invertebrados están representados por ostrácodos y moluscos.